# Karthagisches Reich
Das Karthagische Reich war das Macht- und Einflussgebiet einer See- und Handelsmacht, die zunächst als tyrische Stadt Karthago begann und dessen Gründung zwischen 825 und 814/813 v. Chr. angenommen wird. 

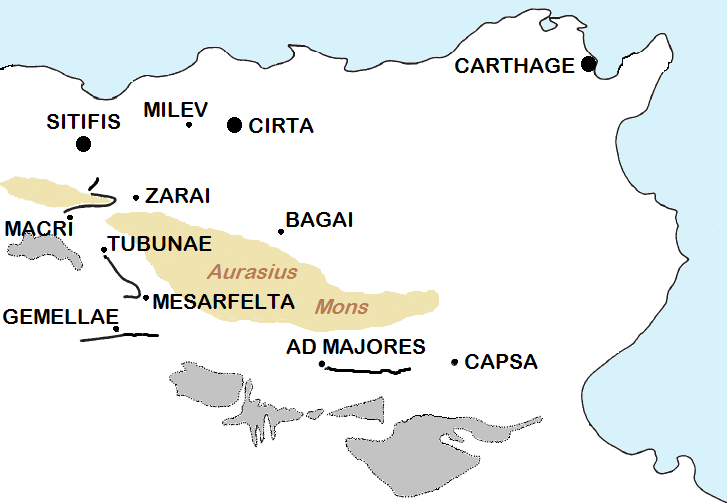
Die geographische Lage Karthagos mit dem Umland

Die städtische Seemacht ging mit dem Anwachsen seiner Bevölkerung in ein selbstständiges Seereich über, dessen einflussreichste Zeit von der Mitte des 7. bis ins 2. Jh. v. Chr. reicht.
Gewissermaßen als Symbol für das Karthagische Reich kann das Zeichen der (Reichs-)Göttin Tanit gelten, dass man auf vielen Stelen, z. B. in Verbindung mit Topheten, gefunden hat.

Zeichen der Göttin Tanit

Karthago hat die drei punischen Kriege mit Rom geführt. Zwischen dem Ersten und Zweiten Punischen Krieg ereignete sich der Libysche Krieg, ein Bürgerkrieg, durch den Rom enorme Gebietsgewinne (Sardinien und Korsika, Festigung der ersten Provinz Roms, nämlich Sizilien) erhielt, ohne direkt beteiligt gewesen zu sein. Der Zweite Punische Krieg war der, bei dem Hannibal Barkas mit einer Armee die Alpen überquerte und siebzehn Jahre lang gegen Rom Krieg führte. Mit dem Ende des Dritten Punischen Krieges kam es zur Zerstörung Karthagos durch die Römer im Jahre 146 v. Chr. Danach wurde das Mutterland als Provinz Africa prroconsularis dem Römischen Reich einverleibt. Die einzelnen Außengebiete lebten als Gebiete mit ihrer eigenständigen Kultur im Römischen Reich allerdings weiter.

## Die Bedeutung der Karthagischen Geschichte für Europa
Die karthagische Geschichte hat Bedeutung für die europäische Geschichte, da z. B. die Karthager das phoinikische Alphabet verbreiteten, das als Vorläufer des lateinischen Alphabets gilt. Der Name „Europa“ ist in der griechischen Mythologie der Name einer phoinikischen Prinzessin, die Zeus, sich selbst in einen Stier verwandelt, entführt hat. Daneben gibt es viele militärische und staatspolitische Elemente, die sehr ähnlich denen der Römer sind.
Einige solcher Elemente, die Römer von den Karthagern übernommen haben könnten, ist die Kriegstaktik zu Land und zur See. Die Schlacht von Cannae ist heute noch ein Lehrbeispiel für europäische Offiziere, das Rammen von Galeeren war bis ins 15. Jahrhundert und bis zur Einführung der Feuerwaffen übliche Taktik. Einige Elemente liegen in der Navigation. Von Wichtigkeit sind hier die Leistungen in der Astronomie, der Mathematik und der Navigation mittels der Sterne, zu der anfangs die Hellenen noch nicht in der Lage waren. Viele astronomische Begriffe wie „Beteigeuze“, „Fomalhaut“ oder „Sirius“ wurden aus der Mesopotamischen Kultur übernommen. Auch die Einteilung der Zeitrechnung in Gliedern, die sich durch drei, oder besser durch 60, teilen lassen (60 Sekunden, 60 Minuten, 24 Stunden, 30 Tage, 12 Monate) beruht auf einer Übertragung aus dem phoinikisch-mesopotamischen Raum. Frühe Seefahrten, wie zum Beispiel die der Hellenen, benutzten eine Navigation, bei der sich die Seefahrenden an markanten Landmarken orientierten, womit Überseefahrten ohne Sicht zum Ufer und Fahrten bei Nacht nahezu unmöglich waren. Seefahrt außerhalb der Küste war eine Zeit lang nur Karthagern möglich, die eine Navigation mittels den Sternen benutzten. So war der Kleiner Bär mit dem Polarstern den Karthagern sehr wohl als Navigationspunkt bekannt. Außerdem war das Karthagische Reich lange vor dem Römischen Reich (SPQR) eine Oligarchie, Thalassokratie und Plutokratie.

## Die geographische Gliederung
Neben den nordafrikanischen Gebieten gehörten auch südeuropäische Gebiete zum Gebiet des Karthagischen Reiches.
Geographisch gelten als östlichste Orte in der libyschen Syrte: Leptis, Oea und Sabratha, und als westlichste Cádiz und Huelva in Andalusien (Südspanien). Heute noch bedeutende Orte in Afrika sind Tanger, Agadir (Marokko) und Algier (Algerien). Weitere bekannte Gründungen sind Ibiza, Magon (Balearen), Palermo (Sizilien) und Cartagena (südöstliches Spanien). Der südlichste Ort an der westafrikanischen Küste, der auf die Phoiniker zurückgeht, ist Essaouira, das vorher Mogador genannt wurde. Der westsemitische Name für „Turm“ lautet Migdol und der für „Festung“ Adir, woraus sich Mogador gebildet haben dürfte.

## Einleitung
Erstes See- und Handelsgebiet der Phoiniker war das östliche Gebiet des Mittelmeeres, das Levantinische Meer.

Das Levantinische Meer: Erstes See- und Handelsgebiet der Phoiniker

Die Phoiniker bauten ein Handelsimperium auf, das zunächst das Levantische Meer und vielleicht die Ägäis und das Schwarze Meer umfassten, das auf Handelsbeziehungen und nicht auf militärischen Bestrebungen beruhte.

Handelsrouten und wichtige Städte der Phoiniker; das Stammland rot unterlegt

Allerdings erfolgte die Stadtgründung Karthagos während einer Epoche, in der es immer wieder Kriegszüge aus Mesopotamien gab, die die Küste der Levante erreichten, so beispielsweise Salmanassar III., der 841 v. Chr. das Nurgebirge an der levantinischen Küste erreichte. Solche Kriegszüge lösten Wanderungswellen aus. Aber auch geschäftstüchtige Phoiniker könnten Wanderungswellen angestrengt haben. Jene Wanderungswellen wurden ab dem Beginn des 12. Jh. v. Chr. von Sidon dominiert, das ab dem 10. Jh. v. Chr. von Tyros abgelöst wurde, was aber nicht ausschließt, dass auch andere Städte der Levante ebenso Schiffe aussendeten. Die Geschichte des Karthagischen Reiches lässt sich deshalb nicht genau von der Geschichte Phoinikiens abgrenzen, weil die Gründung Karthagos in eine jener Wanderungswellen fällt und das Karthagische Reich mehr und mehr den militärischen Schutz und den Handel im westlichen Mittelmeer übernahm, bis es, ab spätestens 539 v. Chr. völlig unabhängig von Tyros, die Macht über alle westlichen phoinikischen Gründungen übernahm.

## Die phoinikische Expansion

### Vorbemerkung
Der Stadtgründung Karthagos war eine Expansion der Phoiniker vorausgegangen, die in der zweiten Hälfte des 2. Jahrtausends v. Chr. begann und noch im 1. Jahrtausend v. Chr. anhielt, in der mehrere Städte der Levante (Arados (hier: Arvad), Tripolis (hier:Tripoli) Sarepta (heute: Sarafand), Byblos (hier: Biblos), Sidon, Tyros (hier: Tiro), Berytos (hier: Beritos), Akkon (hier: Acre) und andere, nicht mehr zu den phoinikischen Städten im eigentlichen Sinne zählen Dor und Ugarit) in eigenständigen oder seltener gemeinschaftlichen Expeditionen Handelsstützpunkte (Kontore) oder Städte errichteten.

Phoinikische Städte in der Levante (grün unterlegt)

Die Vorherrschaft lag anfangs bei Sidon, das um die Jahrtausendwende von Tyros abgelöst wurde. Ziele lagen eher an den südlichen Küsten des Mittelmeers, Südiberiens, ja sogar an der Atlantikküste Marokkos und der Iberiens, um Waren wie Metalle, Getreide, Wein, Weberwaren und andere Handwerksprodukte zu handeln.

### Der Beginn der Expansion: Der Zusammenbruch vieler Kulturen in der Spätbronzezeit
Diese Phase begann etwa ab dem 15. Jahrhundert v. Chr., zur Zeit des Rückgangs der Minoer, die sich Kämpfe mit den mykenischen Griechen lieferten, als Seemacht in der Nachpalastzeit, in der noch die „Seevölker“ die Küsten des östlichen Mittelmeers attackierten.
In den Jahrzehnten zwischen etwa 1230 v. Chr. und 1150 erfolgte die Zerstörung bedeutender Städte mykenischer Kultur und zum Ende der wirtschaftlichen Struktur der mykenischen Palastwirtschaft. Die Palastwirtschaft war damals das vorherrschende Wirtschaftssystem, indem die Herrschaft durch den zentral gelenkten Staat („Palast“) und das religiöse Zentrum zusammengefasst war. Auch das Reich der hethitischen Großkönige in Anatolien bricht zusammen und die Handelsstädte an der Küste der Levante wurden im frühen 12. Jh. ebenfalls angegriffen und einige davon vernichtet. Die bedeutendste Stadt, die durch die Seevölker betroffen wurde, hieß Ugarit. Deren Zerstörung fällt in die Zeit von 1194 v. Chr. bis 1186 v. Chr. und wurde nicht wieder aufgebaut. Angriffe betrafen auch das sog. Ägyptische Reich nach dem Tod Ramses II. (siehe u. a. Libyerkrieg).
Gleiches betraf das Assyrerreich als näheren Nachbarn der Phoiniker ab dem 12. Jh.
In dieser Epoche wurden viele Palastzentren zwischen Pylos und Tell Kazel (Simyra) verlassen wie Hattusa, Pylos und Ugarit. Bisher nahm die Forschung für das Ende der Bronzezeit an, dass viele Städte untergingen und nicht wieder aufgebaut worden seien, während neuere Erkenntnisse einen anderen Schluss zulassen. Danach überstanden doch einige Länder und Städte mehr oder weniger geschwächt diese Umwälzungen: Assyrien, das geschwächte Neue Ägyptische Reich, Regionen in der Mykenischen Peripherie in der, der Levante nahen, Ägäis, auch die Zyprer und das deutlich geschwächte Elam, nach seiner Niederlage gegen Nebukadnezar I., dem das Babylonische Reich nur kurz zu Glanz verhalf. Babylon seinerseits verlosch durch die vielen Niederlagen durch die Assyrer wieder, aber auch Assyrien folgte ab dem Jahr 1056 v. Chr. und in den darauf folgenden Jahren einem Niedergang und schrumpfte erheblich. Bis 1020 v. Chr. herrschte es nur noch über die angrenzenden Gebiete. Aber auch Phoinikien und Kanaan waren betroffen. Allerdings bezeugt der Reisebericht (Periplus) des Wenamun, dass die phoinikischen Städte wieder von Ägypten unabhängig wurden. Später dann, 875 v. Chr. wird Phoinikien wieder durch die Assyrer tributpflichtig gemacht. Die militärischen Bewegungen erzeugten immer wieder Auswanderungswellen, aber auch in guten Zeiten kann es zu Auswanderungen gekommen sein, vielleicht gerade weil die Geschäfte gut liefen.

## Seefahrerei, Schiffstechnik und Tauschhandel der Phoiniker
Anfangs kam es durch Tauschhandel, sog. stummen Handel, zu Kontakten mit Einheimischen. Herodot berichtet (Historien 4): 

„Die Karthager berichten uns, dass sie mit einem Menschenschlag Handel treiben … entladen sie … Handelsgüter … machen sie … Rauchzeichen. Beim Erblicken … hinterlegen (Anm. die Einheimischen) eine bestimmte Menge an Gold als Tauschgut und gehen dann wieder … weg … Wenn sie (Anm. die Karthager) finden, dass es einen gerechten Preis darstellt, sammeln sie es ein; andernfalls … gehen sie zurück auf ihre Boote und warten, bis die Einheimischen wiederkommen … Es herrscht vollkommene Ehrlichkeit auf beiden Seiten, … wenn seine Menge dem Wert dessen entspricht, … bis das Gold als Preis dafür von den Karthagern weggenommen wurde.“

Etwa zur Mitte des 12. Jhs. v. Chr. wurde das phoinikische Alphabet entwickelt und durch die Seefahrerei der Phoiniker und der Karthager verbreitet. Es gilt als Vorläufer des griechischen und lateinischen Alphabets und erleichterte den Handel wesentlich, denn damit wurden Preisvergleiche und eine einfache Buchhaltung ermöglicht, die den Tauschhandel erleichterten. Zu Beginn war nur stummer Handel möglich, während es zu Münzprägungen vor allem durch die Karthager erst im 5. Jh. v. Chr. kam. Die Expansion entwickelte sich allem Anschein nach in verschiedenen Etappen und in regionalen Zonen unterschiedlich, je nachdem, in welchem Gebiet der stumme Handel sich mit den angebotenen Waren anschickte. Zunächst nutzten die Phoiniker die Randgebiete bestehender fremder Siedlungen, um sich anzufreunden; teils in von der Natur geschützten Lagen und Nischen entwickelten sie sich dann zu Kontoren in den Häfen fremder Völker als Stützpunkte weiter und gründeten schließlich geschlossene Wohnsiedlungen. Daher ist es nicht erstaunlich, dass sich von den Zeiten des stummen Handels keine robusten Hinweise finden lassen. Bedenkt man, dass es zunächst keine festen Gebäude gab und auch keine bleibenden Waren, wie Gefäße, Münzen, Schmuck, Waffen, gehandelt wurden, sondern Dinge zunächst vergänglicher Art gefragt waren wie Lebensmittel, Wein, Stoffe und Salben, ist dies einsichtig. Nach dem stummen Handel wurde die Installation dann wieder abgebaut oder umgestaltet. Erst in der letzten Phase, der Kolonisation, wenn auch die politische Kommunikation mit den Gastvölkern sich entsprechend entwickelt hatte, ergaben sich robuste Gebäude oder Nekropolen (Friedhöfe, die wie Städte angelegt wurden) und man lagerte nun auch Waren und brachte Artefakte mit. Wesentlich trug dazu bei, dass sich im Kreuzpunkt zwischen Ägypten, Mesopotamien und dem ägäisch-kleinasiatischen Raum seit langer Zeit Kenntnisse vom Wert bestimmter Handelswaren und vom Verlauf bestimmter Handelswege ergeben hatten. Für die karthagischen Händler jedoch galt schon längst: Die bisherigen Seewege waren sehr einträglich geworden. Erst später dann erlangte man mit dem Handel von Metallen auch noch höhere Erträge durch Seefahrerei in die entferntesten Gebiete (Iberien, Atlantik, vielleicht Scilly-Inseln in Britannien), dann eben eher als Seefahrer und weniger als Ackerbauern. Mehr und mehr spielte dann auch das Handwerk eine Rolle. Berühmtheit erlangte das Purpur, das durch die aufwändige Herstellung aus Schnecken sogar die Römer beeindruckte und sehr teuer war, wie auch die Herstellung des Gewürzes namens Garum. Ebenso die Verarbeitung von Zedernholz (vgl. den Dialog des biblischen Salomo mit tyrrhenischen Königen für den Bau des Tempels in Jerusalem) war eine Domäne der Phoiniker und Karthager. Es war also keineswegs nur der militärische Druck aus Richtung Mesopotamien, aus dem hethitischen Reich oder aus Ägypten, der zur Expansion führte. Tyros beispielsweise hat seine Unabhängigkeit bis zur Zeit Tiglatpilesars III. (725–727) nicht verloren, im Gegenteil: „Die Feinde“ wussten die Geschicke der Phoiniker durchaus auch zu schätzen.

### Erste Etappe Zypern
Nach der kritischen Phase zum Ende der Bronzezeit des 11. Jh., und vielleicht auch schon früher, war ganz sicher Zypern, sieht man vom immer präsenten Ägypten ab, das erste Ziel gegenüber der Levante in Richtung Westen. Die archäologischen Erkenntnisse reichen hier eben schon sehr weit bis in die Mitte des 9. Jh. Kition war anscheinend eine Gründund durch Sidon, wurde aber dann von Tyros beansprucht. Sollte Menandros von Ephesos richtig liegen, so fallen die ersten Kontakte mit Zypern vielleicht schon ins 11. Jh. Flavius Josephus berichtet, bezugnehmend auf Menander von Ephesos, der die „Archive von Tyros“ aus dem Phoinikischen ins Griechische übersetzt hatte, von Hiram I. von Tyros (999 v. Chr. – 935 v. Chr.), der zu Beginn seiner Regierungszeit einen Krieg gegen eine Stadt geführt hat, die mit Kition identifiziert wird. Tyrener deckten wohl hier zu einem großen Teil der Nachfrage an Kupfer. Da wäre zum anderen der Ort Tamassos. Dort fanden Archäologen eine Schale, die die Bewohner der Astarte gewidmet hatten. Diese Schale ist in die zweite Hälfte des 9. Jh. zu datieren. Aus der Inschrift ist nicht nur die starke Verehrung der „Astarte von Kition“ als Hauptgöttin zu entnehmen, sondern man darf zu Recht davon ausgehen, dass es sich bei der Fundstätte Tamassos um eine phoinikische Siedlung gehandelt haben muss.

### Nach der Krise der Spätbronzezeit
Der Rückgang der minoischen, mykenischen Seefahrerei und die kritische Phase am Ende der Bronzezeit sollte den Aufstieg der Phoiniker zur Handelsmacht neben den Hellenen begünstigt haben. Die minoisch-mykenische Kultur hielt sich noch bis etwa 1050 v. Chr. Dennoch fällt diese Epoche in die Zeit der Dunklen Jahrhunderte, weshalb Schriftdokumente nach heutiger Forschung nur spärlich bekannt sind und solche Lücken erst noch geschlossen werden müssen. Angaben in dieser frühen Epoche zwischen 1100 v. Chr. und 750 v. Chr. sind deshalb zwar spärlich, dennoch überhaupt nicht vage.
Stützpunkte legten die Phoiniker also teils bei bestehenden einheimischen Siedlungen (Karthago beim sidonischen Ityke), teils in günstigen Lagen an (Rusadir), in deren Zentren später auch manchmal Heiligtümer errichtet wurden (Gadir). Die Gründung der Stadt Karthago indes fällt in den Übergang der Bronzezeit in die Eisenzeit. Um Bronze herzustellen, wird Kupfer und Zinn benötigt. Während Kupfer häufiger im mediterranen Raum zu finden ist, kommt Zinn und Silber seltener vor. Um Eisen zu erzeugen, sind Bergbau und Kenntnisse der Verhüttungstechnik nötig. Durch Bergbau gewinnt man noch weitere Metalle wie Gold und Silber. Das härtere Silber galt dabei als Zahlungsmittel, manchmal auch Gold.

### Gründungen in Anatolien und Assyrien
Mittlerweile gibt es aus neuerer Zeit literarische, epigraphische und archäologische Zeugnisse aus Anatolien und Assyrien. Datiert werden jene Zeugnisse ins 10./9. Jh. und zeugen von ökonomischen und kulturellem Einfluss. Folgende Gebiete sind betroffen: İskenderun mit Myriandos, Kilikien mit Adana, Tarsus und Alanya, das nördliche Syrien mit Halep, Zincirli, Hasan-Beyli und Karatepe-Arslantaş, und das nördliche Euphrat-Gebiet mit Karkemiš, vielleicht dem „Charax Sidoy“, der Gegend von Harran und Tall Seh Hamad am Habur.

### Der Ägäische Raum
Eine gewisse Wahrscheinlichkeit spricht dafür, dass phoinikische Kaufleute seit dem 10. Jh. die Ägäis mit seinen Häfen befuhren. Literarische Traditionen aus diesem Raum weisen darauf hin, dass Phoiniker einen Handelsweg mit folgenden Orten benutzten: Rhodos, Anaphe, Thera, Melos, Seriphos, Korinth, Athen, Euböa, Thasos, Thrakien, Samothrake, und Lemnos, vielleicht sogar Pronektos. Eine zweite Route lässt sich bilden über Rhodos, Itanos, Kythera, Methone, Kyllene, Zakynthos, Leukas und Onchesmos in den Westen sowie Ephesos. Dabei handelt es sich ausschließlich um Kontore. Kreta: Aus dem 9. Jh. die Idaiische Höhle bei Knossos (10./9. Jh.), Kommos (8. Jh. spätminoisches Heiligtum) und Keramikbeigaben innerhalb eines Heiligtums aus dem 9. und 8. Jh.

### Gründungen im zentralen Mittelmeer
Den Angaben Velleius Paterculus zufolge fand im 12. Jahrhundert v. Chr. eine Reihe von Städtegründungen statt, da das Gründungsjahr von Gadir und Ityke, beide sind Gründungen durch die Stadt Sidon, mit 1103 v. Chr. angegeben wird, was aber auch bezweifelt wird. Die Gründung von Icosim soll um 1200 v. Chr. stattgefunden haben.
Siedlungen der Phoiniker waren auch auf Sizilien zu finden: Motye, Panormos, Lilybaion, Solus und Trepana. Eryx und Egesta waren Gründungen der Elymer.

### Die Besiedlung Siziliens
Vor der Bronzezeit wanderten im Zuge einer indoeuropäischen Wanderungswelle drei Gruppen nach Sizilien ein, die unterschiedliche Sprachen anwendeten: im Nordwesten waren es die Elymer (Eryx, Egesta, Entella), Sikaner im zentralen Sizilien (Enna) und Sikuler ganz im Osten. Sikaner und Sikuler lebten in Bergsiedlungen und hinterließen einige Nekropolen. Umfassende Machtgebilde sind aber nicht anzunehmen.
Nach archäologischen Zeugnissen hatten sich einheimische Sikuler (Thapsos) bereits vor der griechischen Besiedlung ins Innere der Insel zurückgezogen. Wahrscheinlich war Piraterie der Grund. Sizilien war wegen des günstigen Klimas und Wasserreichtums äußerst fruchtbar. Der Waldbestand im Südosten lud zum Schiffbau ein und dies ermöglichte zudem Hausbrand und Feuer zur Verarbeitung von Metallen. Allerdings gab es kaum Erze und Metalle auf der Insel selbst. Dies beizubringen oblag dem Schiffsverkehr. Mit der Verhüttung von Bronze darf man nicht vor 2000 v. Chr. rechnen, während die Verhüttung von Eisen nicht vor 1000 v. Chr. anzunehmen ist. Thykidides erwähnt die Herkunft der drei Gruppen von Ureinwohnern, deren Wahrheitsgehalt aber heute bezweifelt werden darf. Es sind Legenden. Die Hellenen nennen die Einwohner Sikelioten und die Odyssee spielt in einigen Episoden in Sizilien (z. B. Zyklopen). Es ist eindeutig: Die Hellenen kamen erst später.
Im 9. Jhrt v. Chr. begannen die Phoiniker, Handelsniederlassungen an der Westküste Siziliens zu errichten, um die Seeverbindung nach Sardinien zu sichern und man darf deshalb die Elymer als Verbündete der Phoiniker sehen. Die bekanntesten unter ihnen waren Motye (San Pantaleo), das in der 1. Hälfte des 8. Jhrts. zu einer phoinikischen Kolonie wurde, zu dem Phoiniker aber schon im 10./9. Jh. v. Chr. und vorher Zypern und das mykenische Griechenland Handelskontakte pflegten, und Panormos (Palermo). Da die Phoiniker auf Sizilien lediglich Handelsinteressen verfolgten und kein neues Land zu besiedeln suchten, war der Kontakt zu den benachbarten Sikanern und Elymern überwiegend friedlich. Allerdings lockte der Wohlstand der Handelsniederlassungen auch Räuber und Piraten an. Gegen deren Überfälle sicherten sich die Phoiniker durch die Wahl gut zu verteidigender Orte (etwa Motya auf einer Halbinsel, heute die Insel San Pantaleo) und durch Befestigung ihrer Siedlungen.
Ebenso zählen die Inseln in der Straße von Sizilien zum phoinikischen Gebiet: Melite, Gaulos (phoin. Göl), Kossyra (phoin. Hiranin), Lopadoussa, des Weiteren Aithusa und die westlich von Sizilien gelegenen Pelagischen Inseln.

### Gründungen auf Sardinien
Die Phoiniker waren spätestens seit 1000 v. Chr. auf Sardinien sehr präsent, um Bodenschätze zu gewinnen. Zu ihren Gründungen, die meist zwischen 900 v. Chr. und 700 v. Chr. entstanden, gehören: Karalis, Nora, Bithia, Sulcis, Tharros, Bosa, Monte Sirai, Turris Libyssonis, Olbia und Cornus und andere mehr. In Cagliari liegt die Ausgrabung von Tuvixeddu. Es scheint eine intensive Verbindung zur einheimischen Nuraghenkultur gegeben zu haben, die mit ihren Steinbauten den Kulturen der Sesioten auf Hiranin, der Torre-Kultur auf Korsika sowie der Talayot-Kultur auf den Balearen und der Giren auf Malta (Melite) recht ähnlich waren.

### Gründungen an der nordwestafrikanischen Küste
An der buchtenreichen Küste Nordafrikas gab es weitere Gründungen: Hippo Regius, Saldae, Rusucurru, Iol, Kartenas (gegründet im 8. Jh. v. Chr.), Quiza (siehe auch Titularbistum Quiza), Siga und Rusadir (gegründet gemäß antiker Quellen um 1100 v. Chr.). Später kam noch Abila, auch Septa genannt, hinzu, das die Karthager 319 v. Chr. den Hellenen abgerungen hatten.
Es gab auch Verbindungen mit Siedlungen abseits der Küste im Landesinneren, so etwa Volubilis in Marokko, das mit den Karthagern Kontakte pflegte.

### Gründungen in Iberien
Ab dem 9. Jh. v. Chr. begann auch der Handel mit Andalusien, genauer Tartessos und den Turdetanern, den Bastetanern und Contestanern. Siedlungen, die zumindest phoinikisch beeinflusst waren und an der Costa de la Luz oder auch landeinwärts lagen, waren: Hispalis, Minas de Riotinto, Turdetani Balbilis und viele weitere.

Siedlungsgebiete der Turdetaner, Bastetaner und weiterer iberischer Völker

Auf den Balearen gilt Ibes, auch Ibusim mit dem Gründungsjahr 654 v. Chr. als gesicherte phoinikische Gründung und Mago als karthagische.

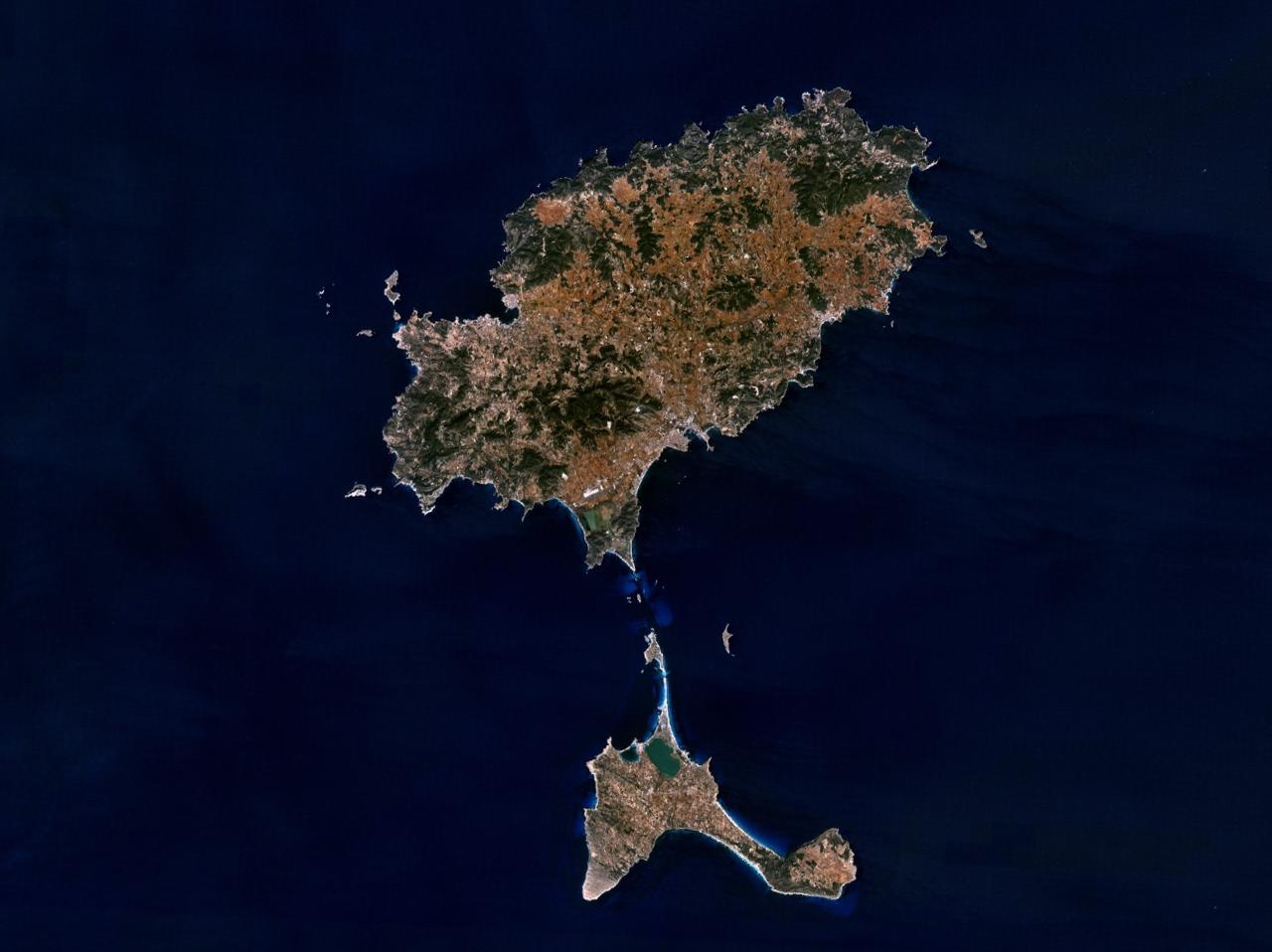
Satellitenbild von Ibiza (oben) und Formentera (unten)

Phoinikische Gründungen waren: Conil de la Frontera (gegründet angeblich 1500 v. Chr., was sehr fraglich ist, falls sich so früh schon robuste Funde datieren lassen), Gadir (gegründet laut Velleius Paterculus 1103 v. Chr.), Tingentera (gegründet angeblich vor 1100 v. Chr.), Onuba (die frühesten phönizische Funde datieren um 900 v. Chr.), Mainake, Astaroth (vermutlich gegründet zwischen 800 v. Chr. und 600 v. Chr.), Carteia (auch Melkarteja) in der Bucht von Gibraltar (vielleicht nur ein Heiligtum), Lucentum, Ossonuba, Abdera, Baria, Malaka, Sexi und Abul. Onuba setzen einige Autoren mit Tartessos gleich, etwa Fernando Gonzalez de Canales Cerisola.

### Die Seefahrt des Hanno
Besonders bemerkenswert, wie weit sich die Expansion erstreckte, die dann von den Karthagern fortgesetzt wurde, ist die Seefahrt des Hanno. Seinem Reisebericht zufolge, soll er bis in die Seegegend des heutigen Kamerun gekommen sein.

### Gründungen in Libyen
An der Küste der Großen Syrte in Libyen (Regio Syrtica) südöstlich der Hauptstadt befanden sich drei Städte: Leptis Magna (gegründet im 8. Jh. v. Chr.), Tripolis (7. Jh. v. Chr.) und Sabratha. Die drei Städte wurden schon sehr bald von den Karthagern übernommen.
Karthago war Endpunkt des Transsaharahandels und Zentrum des Handels mit den Garamanten mit ihrer Hauptstadt Garama, die Karawanen bis an den Tschadsee und an den Niger unternommen haben dürften. Es dürften auch Beziehungen zum Fessan mit seinen zahlreichen Oasen bestanden haben. Auch Kontakte mit dem Kaouar-Tal sind vorstellbar. Bei den Handelswaren mit Innerafrika ging es um Gold, Elfenbein und Sklaven.

### Archäologischen Funde

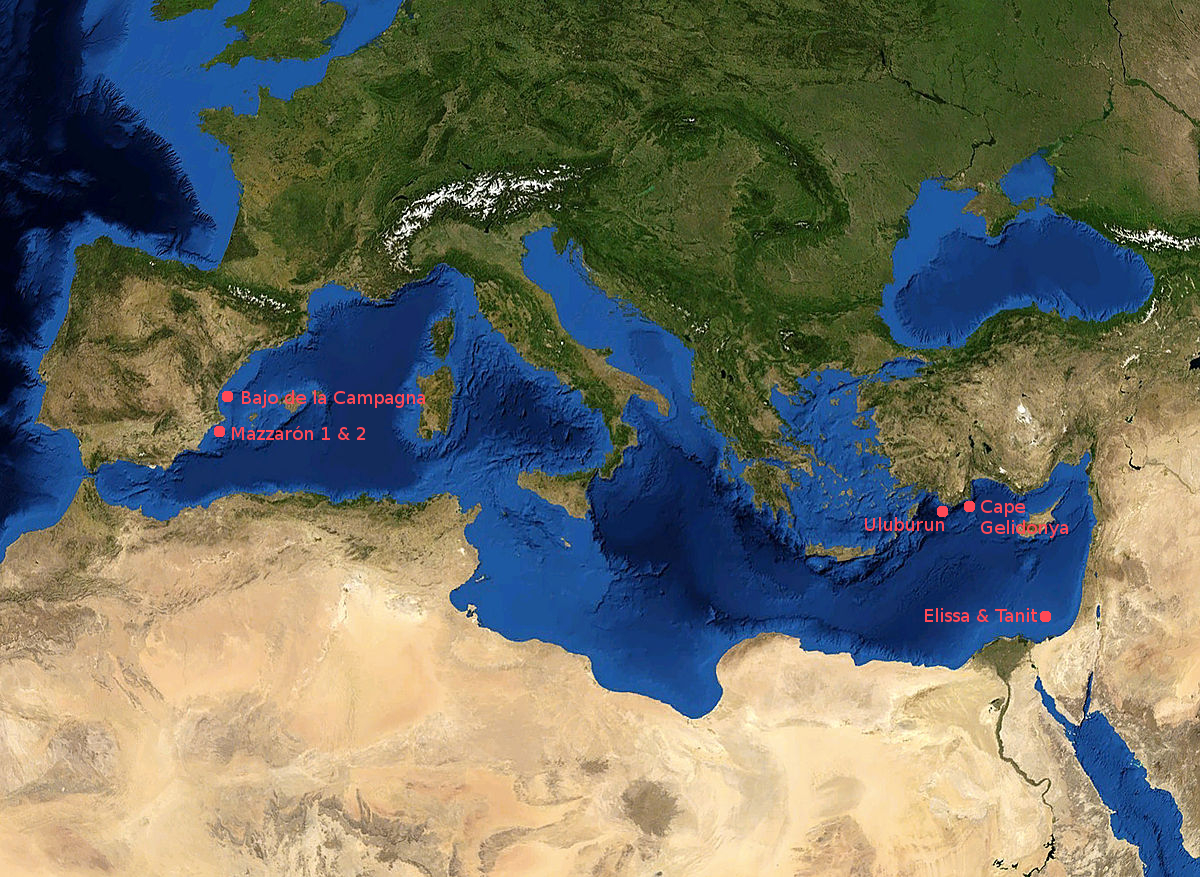
Levantinische Schiffswracks:
1. Schiff von Uluburun (14. Jh. v. Chr.: Herkunft Levante)
2. Kap Gelidonya (um 1200 v. Chr.: Herkunft Levante oder Zypern)
3. Elissa und Tanit (7. Jh. v. Chr.: Herkunft Levante)
4. Mazzoron 1 & 2
5. Bajo de la Campagna (7. bis 6. Jh. v. Chr.: Herkunft unsicher, evtl. Levante oder Iberien)

### Benennung der Ortsnamen
Die Karthagische Sprache gehört zur Familie der westsemitischen Sprachen und notiert keine Vokale. Viele Ortsnamen phoinikischer Gründungen erkennt man daher an bestimmten Silben. So steht die Bezeichnung Kart (abgeleitet von qrt) für 'Stadt' (wie Melkarteja, Cartena), melk (abgeleitet von mlk) ist gleichzusetzen mit 'Herrscher' (wie Malaka) oder (G)adir, (abgeleitet von gdr), was Festung bedeutet (wie Agadir). Die Endung (i)m hat die Bedeutung eines Plurals. Viele Gründungen erfolgten aber erst in der Zeit nach Karthago, so etwa Ibusim 654 v. Chr.

### Die Seewege der Phoiniker im westlichen Mittelmeer
Strabon erwähnt, dass den Phoinikern schon früh der Seeweg zu den „Zinninseln“ mit der Hauptinsel Itkis, die auch als Kassiteriden bezeichnet werden, bekannt war und die als Scilly-Inseln vor der Südwestspitze Englands lokalisiert werden. Strabon nennt auch die Artabrer und das weist auf ein Volk an der Nordwestspitze der Iberischen Halbinsel hin. Ein Seeweg nach Norden hätte daher über Cádiz geführt. Aber die viel interessanteren Gegenden waren das Baetistal (Guadalquivir) und das Küstenland im heutigen Andalusien mit ihrer Fruchtbarkeit und ihrem Reichtum an Bodenschätzen. So ist der Rio Tinto heute noch ein Fluss, der durch Erze rot gefärbt ist. Unter anderem galt Andalusien als reich an Silber. Dort vermutet man heute das legendäre Tartessos, das in der Zeit zwischen dem 7. Jh. v. Chr. und 480 v. Chr. wahrscheinlich durch das Karthagische Reich zerstört wurde. Es könnte zu einem Krieg mit phokaischen Hellenen aus Massilia, die freundschaftliche Beziehungen zum tartessischen König Arganthonios pflegten, gekommen sein. Daher könnte jener Krieg zwischen 539 v. Chr. (Loslösung von Tyros) und 480 v. Chr. (Schlacht von Himera) stattgefunden haben. Das Karthagische Reich nutzte seine Überlegenheit zu Wasser im Übergang des späten 6. Jhs. zum 5. Jh. aus, denn zu dieser Zeit kam es zu einer Schwächung der Hellenen im östlichen Mittelmeer durch die Perser. Im Zuge dieser Zerstörung verschwand die griechische Besiedlung Mainake und jene am Guadalete von der Landkarte. Es liegt nahe, dass die Karthager eine Schwäche der Hellenen nutzten, um sich im westlichen Mittelmeer durchzusetzen.

### Die Handelspolitik der Phoiniker und Karthager
Die Phoiniker gingen nicht nur kriegerisch vor. Die Schiffe steuerten auch fremde Häfen in friedlicher Absicht an und die Seeleute lernten schon sehr früh, sich zu arrangieren. Allerdings lässt sich die Geschichte des Karthagischen Reiches in dieser frühen Epoche nicht strikt von der Geschichte Phoinikiens trennen, denn die Phoiniker besaßen schon vor der Gründung Karthagos Kolonien. Auf Sizilien: Motye, Panormos, Solunt; mindestens Kontore, wo sie mit den Elymern im Bündnis standen: Eryx (Erice), Aigesta (auch Segesta), Entella; des Weiteren Siedlungen auf Kossyra (Pantelleria), auf Melite (Malta), auf Gaulos (Gozo) auf Sardinien: Karalis (Cagliari), Nora, Bithia, Sulkoi, Tharros, Bosa; in Iberien: Gadir (Cádiz), La Fonteta (Alicante), Malaka (Málaga), Cerro del Villar, Toscanos, Sexi (Almuñécar), Morro de Mezqiutilla, Guadalhorce, Adra, Chorreras; Antikaria, des Weiteren auf Ibusim (auch Ibes, heute Ibiza) im Jahre 654 v. Chr. durch Phoiniker, auf Madeira (?) und evtl. auf den Azoren; in Marokko: Tingis, Lixos (bei Larache), Mogador, Rusaddir; in Algerien: Quiza, Cartennae, Iol, Tipasa, Rusucurru; in Tunesien: Karthago, Ityke, Hippo Diarrhytus (heute Bizerte), Adrymes (Sousse), Leptis Minor (Lamta); in Libyen: Sabratha, Oea, Leptis Magna; die die Karthager als Schutzmacht von den Phoinikern übernahmen. Im Besonderen dürften alle iberischen Gründungen nicht vor dem frühen 8. Jh. v. Chr. entstanden sein, wie auch Karthago und Ityke. Da das Mutterland immer wieder unter Bedrängnis feindlicher Völker geriet und seine Schutzfunktion nicht mehr ausüben konnte, so etwa 744 bis 727 v. Chr. durch die Westexpansion der Assyrer, 585 v. Chr. durch die Neubabylonier, 539 v. Chr. durch die Perser und 332 v. Chr. durch Alexander den Großen, kam es immer wieder zu Auswanderungswellen.
Es gab aber auch in fremden Städten Kontore, so auf der griechisch besiedelten Insel Pithekoussai; Aigesta (Segesta) auf Sizilien bestand aus einer Mischung aus elymischer und ionischer Bevölkerung; und sogar in Rom, das der Überlieferung nach 753 v. Chr. gegründet wurde, jener Stadt, die später Karthagos Gegenspielerin werden sollte. Dort errichteten die Phoiniker auf dem Forum Boarium die Ara Maxima, ein Heiligtum des Hauptgottes Melkart.

### Der Anlass zur Stadtgründung
Die Strömungsverhältnisse des Mittelmeeres begünstigen, wenn man von der Levante in den Westen segeln will, einen Weg über Zypern, Griechenland, Süditalien, Sizilien, Ibiza, Costa del Sol bis nach Gibraltar und für die Rückreise in Richtung Osten eignen sich die Strömungen entlang der afrikanischen Nordküste. Für diesen Seeweg in Richtung Westen spricht auch die Angabe Homers in seiner Illias, der einen Phoiniker über Kreta nach Libyen segeln lässt. Auch ist anzunehmen, dass viele Kontore und Gründungen wegen der Möglichkeit, regelmäßig an Land gehen zu können, um Wasser aufzunehmen oder Lebensmittel einzutauschen, in Abständen von ein oder mehreren Tagesreisen angelegt wurden. So ist es kein Zufall, dass sich auf halbem Weg zwischen der Levante und Südspanien die sidonische Stadt Ityke etablierte und in Konkurrenz oder Ergänzung dazu die tyrische Gründung Karthago. Noch dazu lag das einheimische Tunes gleich in der Nachbarschaft.

Die Handelswege zwischen der Levante und Cadiz mit Karthago und Ityke auf halbem Weg

Allerdings muss man feststellen, dass es, anders als auf Sardinien oder in Südspanien, keine nennenswerten Bodenschätze im Hinterland Karthagos und Itykes gab. Doch im Tal des Bagradas (Oued Medjerda) und des Qued Meliane war Landwirtschaft möglich. Weiteres Kriterium ist die Möglichkeit der Verteidigung und der Versorgung mit Lebensmitteln während einer Belagerung. Im Norden liegt der Salzsee Sebhket-er-Ariana, im Osten das Mittelmeer und im Süden der See von Tunis. Karthago wurde also auf einer breit angelegten Halbinsel angelegt und die dazugehörige Megara ermöglichte sogar Landwirtschaft in abgeschirmter Lage. Im Falle einer Belagerung der Stadt war die Lebensmittelversorgung einigermaßen geklärt.
Andererseits wurde Sidon, das in der letzten Hälfte des 2. Jtsds. v. Chr. unter den phönizischen Städten führend war, im Übergang der Jahrtausendwende von Tyros allmählich abgelöst und so ist es einleuchtend, dass Karthago ausgerechnet in der Nachbarschaft der sidonischen Stadt Ityke eingerichtet wurde.

## Gründungszeitpunkt der Stadt Karthago
Timaios von Tauromenion (ca. 345 bis 250 v. Chr.) gibt das Gründungsjahr in seiner Aeneis mit dem 38. Jahr vor der ersten Olympiade (776) an. Nach exklusiver Zählweise ergibt sich daraus das Jahr 814/13 v. Chr., bei inklusiver 813/12 v. Chr.
Nach Menandros von Ephesos (um 200 v. Chr.) fällt die Gründung ins siebte Regierungsjahr des tyrischen Königs Pygmalion (siehe auch Liste der Könige von Tyros), was nach menandrischer, tyrischer und biblischer Rechnung der Zeitspanne von 825 bis 820 entspricht und damit die Angabe von Timaios annähernd bestätigt, ohne von diesem literarisch abhängig zu sein.
Einige Autoren (Movers, Höfer, John Kenrick) verlegen den Gründungszeitpunkt auf etwa 890 v. Chr. vor.
Die ältesten archäologischen Funde lassen sich aber nur bis 760 v. Chr. datieren, weshalb einige Historiker die literarische Tradition ablehnen. Da die Phönizier aber auch Handelsniederlassungen betrieben, die nur zu bestimmten Zeiten besetzt waren, könnte Karthago genau so ihren Anfang genommen haben. Es ist daher eine Bebauung aus nicht robustem Material schon vor 760 v. Chr. denkbar.

### Drehkreuz des Seehandels

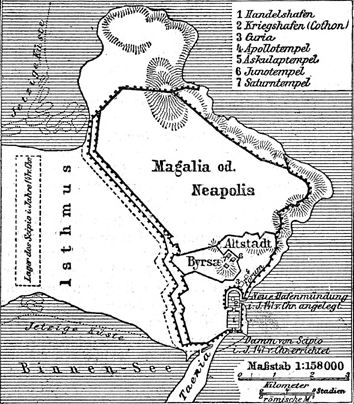
Ausmaße der Stadt östlich des Isthmus (Darstellung um 1888)

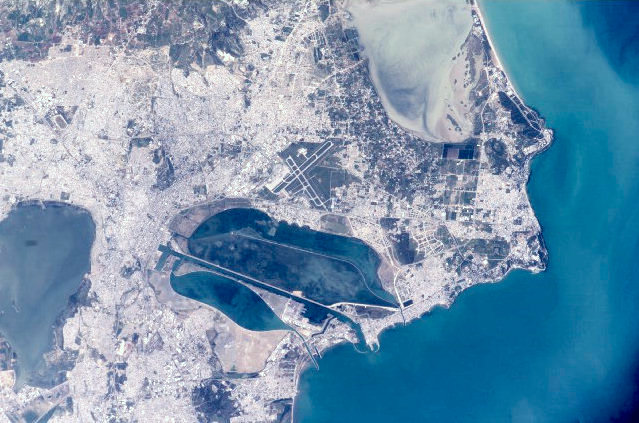
Satellitenbild von Karthago und Umgebung aus heutiger Zeit

Karthago war als Handelsplatz, Ort für Handwerksprodukte und Schiffbau zu betrachten und natürlich war die militärische Bedeutung im Zentrum des Mittelmeeres beachtenswert. Das Stadtgebiet umfasste bei der Gründung im 8. Jh. v. Chr. eine Fläche von rund 55 ha (das entspricht etwa siebzig Fußballfeldern). Karthago lag an einer Stelle, die nur im Westen eine Landverbindung über einen Isthmus aufweist, weshalb sie sehr leicht zu verteidigen war.

### Die antike Stadtgliederung
Es ist bekannt, dass die frühe Siedlung Karthago aus mindestens drei Stadtteilen bestand: der Byrsa (besiedelte Anhöhe), dem religiösen und gesellschaftlichen Zentrum mit der Altstadt, der Unterstadt, südlich und westlich davon, und der Vorstadt. Zur Unterstadt gehörten das südliche Gebiet des Kothons (des Hafens) und die Viertel bis zur Byrsa. Die Vorstadt (Neapolis) entwickelte sich im Westen und Norden der Byrsa. Während der Tofet, der Kultbezirk für die Stadtgottheiten Baal Hamon und Tanit, sich westlich des Hafens befand, lag die Agora eher nördlich oder nordwestlich davon. Auf der Byrsa stand wohl der Tempel des Eschmun, des Stadtgottes des benachbarten Ityke. Das Gebiet der Nekropole (des Friedhofs) lag anfänglich im Süden und wurde in Richtung Norden erweitert. Hier endete wahrscheinlich die Bebauung in der ersten Phase.
Im Norden lag nach dem Bau der Stadtmauer die Megara, zur Neustadt gehörend, die landwirtschaftlich genutzt wurde und die durch Gehöfte geprägt gewesen sein dürfte.

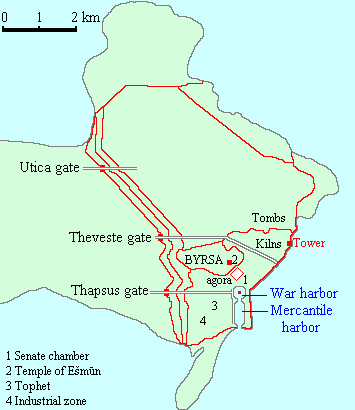
Der Grundriss der Stadt etwa vor dem Dritten Punischen Krieg mit Stadttoren, Ausfallstraßen u. v. m.

## Abhängigkeit karthagischer Kolonien von ihren Mutterstädten
Einige Fakten bei phoinikischen Gründungen unterscheiden sich von denen der griechischen Poleis. Während griechische Kolonien eher nur noch religiös und kulturell verbunden blieben, politisch aber unabhängig waren (Prinzip der Polis, eventuell mit einem eigenständigen König oder Senat), gab es zumindest anfangs bei phoinikischen Städten eine politische Abhängigkeit, denn es ist kein König bekannt, der eine phoinikische Kolonie regiert hätte. Es gab aber Statthalter („’htb, Statthalter von Qart hadascht (auf Zypern), Sklave des Hiram, des Königs der Sidonier“) und in unserem Fall hatte Karthago sogar zwei gleichberechtigte Sufeten. Phoinikische Kolonien waren sogar zu Abgaben an ihre Mutterstädte verpflichtet, was auch dadurch bemerkbar ist, dass fremde Herrscher, die in Phönizien Eroberungen tätigten, Ansprüche auf Kolonien erhoben. Politische Veränderungen in Phoinikien hatten allerdings auch zur Folge, dass die Intensität der Beziehungen den Veränderungen angepasst wurde, so etwa durch den Druck des assyrischen Königs Tiglatpilesar III. (745–727 v. Chr.) oder durch die Unterwerfung von Tyros durch die Perser (539 v. Chr.).

## Aufstieg des Karthagischen Reiches
Die ersten zwei Jahrhunderte war Karthago noch von seiner Mutterstadt Tyros abhängig. Es kam in dieser Zeit immer wieder zu Auswanderungswellen aufgrund diverser Kriegswirren im Mutterland. Als das phönizische Mutterland 539 v. Chr. von den Persern erobert wurde, löste sich Karthago, spätestens als die Regierungszeit Hierams III. 532 v. Chr. endete, ganz vom Einfluss Tyros’. Die phönizischen Städte waren wegen des persischen Einflusses nicht mehr in der Lage, den Schutz ihrer Kolonien in Übersee zu garantieren, denn sie waren dazu verpflichtet, Schiffe für die persische Flotte bereitzustellen. Bis zu diesem Zeitpunkt hatte Karthago bereits eine beachtliche eigene Flotte aufgebaut. Daher konnte Karthago ab 539 v. Chr. die Führungsrolle über die phönizischen Städte des westlichen Mittelmeers ganz übernehmen und entwickelte sich zu einer bedeutenden See- und Handelsmacht.
Die Karthager traten für eine Reihe von phönizischen Gründungen als Schutzmacht für den Handel auf. Viele dieser Orte existieren noch heute, etwa: Gadir (auch Gades, heute Cádiz), Ossonoba (auch Onoba, heute: Faro), Adra, Tingis (heute: Tanger), Lixos (bei Larache), Icosim (heute: Algier), Hippo Regius (heute: Annaba) und Monoikos (heute: Monaco). Einige Städte wurden von den Griechen übernommen, Abila (heute: Ceuta, auch „Heptá Adélphia“) und Akra Leuka (= „Weißer Fels/Berg“, gr. Lucentum bei Alicante). Sehr viele Gründungen gehen direkt auf die Karthager zurück: Melkarteja (Gibraltar in der Nähe von Algeciras, vielleicht nur ein Heiligtum), Carthago Nova (Cartagena (Spanien)), aber auch Ibes (Ibiza), Mago (Maó) und Milk Qart (Málaga) gehen auf karthagische Niederlassungen zurück. Im heutigen Algerien zählt Saldae (Bejaia) zu den karthagischen Gründungen. Im karthagischen Kernland beruhen Orte wie Bulla Regia, Beja, Adrymes (lat. Hadrumetum, heute Sousse), Leptis Minor (bei Lamta), Thapsus, Thugga, Utica (bei Tunis), Neapolis (bei Nabeul), Clupea (Kelibia), Hippo Diarrhytus (Bizerte) auf phönizischen oder karthagischen Gründungen. Im Gebiet der libyschen Emporia gehen die Städte Sabrata, Oea (Tripolis), Gaphara und Leptis Magna (später Neapolis bei al-Chums) auf phönizische oder karthagische Besiedlungen zurück. Weiter östlich in der Großen Syrte liegen weitere Ausgrabungen, Charax und Arae Philaenorum.

### Im ständigen Bündnis mit den Etruskern
Korsika gehörte zum Einflussgebiet der Etrusker, zu denen die Karthager stets freundschaftliche Beziehungen pflegten. Die Gründung karthagischer Handelsstützpunkte auf Korsika begann daher erst mit dem Jahr 565 v. Chr. unter Berücksichtigung der Freundschaft beider Völker. Zahlreiche karthagische Funde lassen solche Vermutungen zu. Der Einfluss auf Korsika war allerdings weniger intensiv als die Aktivitäten auf Sardinien, das die Karthager zu ihrem Kernland zählten. Schließlich ging wegen der Assimilierung der Etrusker durch die Römer in der Zeit ab etwa 320 v. Chr. bis etwa 240 v. Chr. das Interesse an Korsika an die Karthager über. Die Karthager profitierten auch militärisch von den guten Beziehungen zu den Etruskern. Herodot zählte die Etrusker sogar zu den Söldnern der Karthager.

### Im ständigen Bündnis mit den Elymern auf Sizilien
Sizilien stellt mit 25.426 km² die größte Inselmasse in der Mitte des „Mare Mediterranea“ dar. Die Insel ist auch durch den Ätna im Osten sehr fruchtbar. Sie war schon ab 1000 v. Chr. bekannt für ihre Landwirtschaft und hatte schon immer ein warmes Klima, in dem eigentlich alles gedeiht. Sizilien war auch insgesamt stärker bewaldet, gerade im hellenischen Südosten, was dazu führte, dass das Mikroklima feuchter war, und Flusslandschaften waren wasserreicher als heute. Erst durch den Holzeinschlag durch die rivalisierenden Karthager und Hellenen änderte sich das. Neben dem landwirtschaftlichen und forstwirtschaftlichen Reichtum gab es aber kaum Bodenschätze. Aus diesem Grund waren Phönizier und Karthager auf Sardinien wesentlich präsenter, wo sie Bodenschätze vorfanden und Landwirtschaft betreiben konnten.

## Die Eroberung Sardiniens
Die Phoiniker arrangierten sich teilweise mit der Nuraghenkultur, es gab aber auch bewaffnete Auseinandersetzungen.
Quellen sprechen dafür, dass die Karthager in der Mitte des 6. Jhs. v. Chr. von den auf Sardinien wohnenden Westphoinikern, die von den Sarden bedrängt wurden, zur Hilfe gerufen wurden. Der karthagische Feldherr Malchus verlor jedoch empfindlich gegen den Widerstand und wurde abgesetzt. Möglicherweise gehörte Mago jener Opposition an, die Malchus ausschaltete. Er spielte in der Zeit nach Malchus die wichtigste Rolle, festigte die staatliche Ordnung, organisierte das Militär neu und betrieb eine offensive Handels- und Außenpolitik gerade in dieser wichtigen Phase, als das Reich an Einfluss gewann. Man darf annehmen, dass Mago auch mit den Vorgängen auf Korsika und mit der Stadt Alalia in den Jahren 565 bis 545 v. Chr. befasst war (537 v. Chr. Schlacht von Alalia).
Auch danach wurden auf Sardinien immer wieder Kämpfe ausgetragen, das sowohl Bodenschätze ausweisen konnte als auch Landwirtschaft. Mago begann als Feldherr mit der Einbindung Sardiniens ins Karthagische Reich. Danach führte sein Sohn Hasdrubal die Eroberungen fort. Etwa elfmal richtete Hasdrubal Feldzüge aus und konnte viermal einen Triumphzug feiern. Er starb auf Sardinien an einer Verwundung. Sein Bruder Hamilkar, der auch vorher schon in Hasdrubals engstem Kreis eingebunden war, übernahm das Kommando über Sardinien. Zur Zeit des ersten karthagisch-römischen Vertrages um 508/507 v. Chr. war Sardinien im Reich komplett integriert, zumindest setzten die Karthager gegenüber den Römern diesen Anspruch durch. Ein Jahr zuvor, im Jahre 509 v. Chr., verloren auf dem Festland die Etrusker eine wichtige Schlacht, weshalb das römische Königtum 504 v. Chr. unterging. Nun konnten beide Vertragsparteien eine Konsolidierung gut gebrauchen.
Die Grabungen der letzten Jahre ergaben, dass auch das Landesinnere Sardiniens von karthagischer Besiedlung und Kultur durchzogen war. Bestenfalls einige Stämme wie die Barbagia oder Gallura behielten ihre Unabhängigkeit.

Unbefriedeter Bereich (Barbarie) und frühe Stadtgründungen – phoinikisch (grün), karthagisch (rot)

## Die Entwicklung auf den Balearen
654 v. Chr. Gründung von Ibes
Im 3. Jh. v. Chr. Gründung von Mago

## Die Übernahme Korsikas durch die Etrusker
Der Einfluss auf Korsika war zwar in seiner Intensität viel geringer als der auf Sardinien; allerdings auch nicht unbedeutend. Im Aufgebot zur Schlacht bei Himera 480 v. Chr. gegen eine vereinte hellenische Flotte aus Syracosai und Akragas befanden sich auch Korsen. Aber es lassen sich Spuren der Karthager vereinzelt nachweisen. Es kam aber durch das Aufgehen der Etrusker im Römischen Reich zu einer Übernahme während der letzten Jahrzehnte des 4. Jhs. v. Chr. und der ersten Hälfte des 3. Jhs. v. Chr. zu einem Vakuum, das die Karthager auffüllen konnten. Von einer Kolonisation ist aber nichts bekannt.

## Die Siedlungswellen der Hellenen
Durch die Meeresströmungen in diesem Gebiet von Osten nach Westen waren Sizilien und Süditalien das Zielgebiet für die Hellenen, die ständig Auswanderungswellen erzeugten. Die Siedlungsströme wurden ausgelöst durch Überbevölkerung, politische Zwistigkeiten oder militärische Bedrohung. Mit den ersten Gründungen auf Pithekoussai um 770 v. Chr. und Kyme im Jahre 750 v. Chr. oder 740 v. Chr. folgten Gründungen auf dem östlichen Sizilien, den Karthagern direkt gegenüber: 735/734 v. Chr. Naxos (von Chalkis), 733 v. Chr. Syrákosai (von Korinth, mit Sikelern gemischt), 729 v. Chr. Megara Hyblaea (von Megara). Zwischen 710 v. Chr. und 650 v. Chr. fand der Lelantische Krieg auf Euböa statt. 688 v. Chr. wurde Gela (von Rhodos und Kreta) gegründet; in die Jahre 664 v. Chr. fällt die Gründung von Akrai, 644 v. Chr. die von Kasmenai und 589 v. Chr. die von Kamarina (jeweils durch Syracosai). Zwischen 639 und 630 v. Chr. durchfährt Kolaios von Samos die Säulen des Herakles und markiert damit den Beginn des lukrativen Handels mit Tartessos, im 7. Jh. v. Chr. folgt die Gründung von Selinus (von Megara Hyblea), 599 v. Chr. Kamarina (von Syrakosai), 580 v. Chr. Akragas (von Gela), Heraklea Minoa (von Selinus). Tauromenion war eine Gründung der Sikeler, die aber im Bündnis mit Naxos standen.
Auch im Norden gab es Gründungen: 728 v. Chr. Zankle (von Kyme, Chalkis und Euböa aus), 716 v. Chr. Mylai (von Zankle), 648 v. Chr. Himera (von Zankle), spätestens 396 v. Chr. Kephaloidion, 396 Tyndaris (von Syrakosai) und Nautochos, um einige wichtige Gründungen zu nennen.

### Vorherrschaft im westlichen Mittelmeer und aufgeteilte Interessensphären im zentralen Mittelmeer

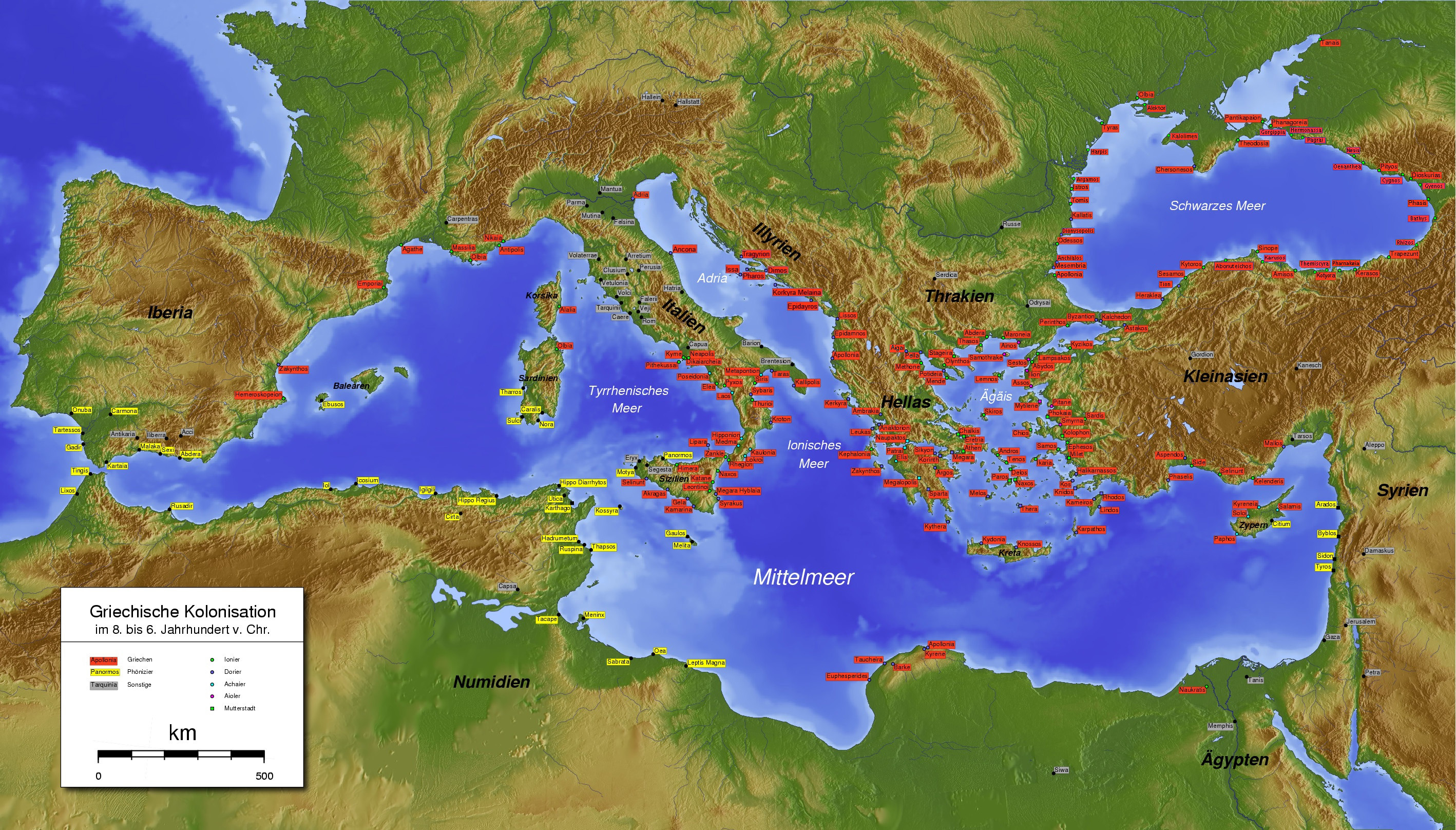
Hellenische (rot) und phoinikische (gelb) Kolonien im Mittelmeer

Ab dem 6. Jh. v. Chr. expandierten die Neubabylonier in die Levante. Zwischen 604 v. Chr. und 595 v. Chr. wurden zumindest Sidon, Tyros und Arwad tributpflichtig (siehe Nabū-kudurrī-uṣur II.). Später übernahmen die Perser deren Rolle. 539 v. Chr. erfolgte deren Übernahme von Tyros; der persische Einfluss in der Levante wuchs.
Ab 480 v. Chr. entstand durch die Perser noch einmal militärischer Druck, nun aber auch auf einige griechische Städte, darunter auch Phokaia. Phokaia besaß damals freundschaftliche Kontakte zu Tartessos. Laut Herodot bot der tartessische König Arganthonios den Phokaiern eine Übersiedlung nach Tartessos an. Doch dazu kam es nicht (siehe Phokaia). Stattdessen kam es zu Auswanderungswellen in Richtung Süditalien und nordwestliches Mittelmeer. Von Siedlern aus Phokaia wurde Massalia (Marseille ca. 620–600 v. Chr.) als größte und wichtigste Kolonie gegründet und des Weiteren Agathe Tyche (heute Agde, gegründet 550 v. Chr. von Massalia), Avenio (Avignon 539 v. Chr. von Massalia) und von anderen Griechen Emporion (Empúries, gegründet 600 v. Chr.). Später wurden noch weitere im südlichen Frankreich gegründet: Nikaia (Nizza 350 v. Chr.), Antikaria (Antibes 340 v. Chr.), Rhode (Roses im 4. Jh. v. Chr.).

### Handel im Golf von Lion und im Tyrrhenischen Meer
Aus dem zur Verfügung stehenden Material kann man sagen, dass die Karthager mit allen Gegenden des westlichen Mittelmeeres und den Völkern des südlichen Frankreichs (Kelten) und nördlichen Spaniens (Keltiberer) in regem, meist friedlichem Austausch standen. Über den Fluss Rhodanus gab es die Möglichkeit, Zinn zu handeln. Das galt für Einheimische und eingewanderte Griechen in gleichem Maße. Zwar gründeten Karthager dort keine Kolonien, jedoch sind Kontore in Städten keineswegs auszuschließen. Während die Gründung von Massalia die Handelskontakte im Gebiet der Rhônemündung nicht beeinträchtigte, wurde eine andere Gründung zur Belastung.
Im Jahre 565 v. Chr. expandierten wiederum Siedler aus Phokaia an der korsischen Ostküste, um die Stadt Alalia (Aléria) zu gründen, wodurch der Seeweg der Phokaier durch das nördliche Tyrrhenische Meer in Richtung Südosten gestärkt wurde. Anfangs schienen die Beziehungen zwischen Etruskern und Phokaiern problemlos gewesen zu sein. Als sich aber wieder einmal durch den persischen Druck Phokaier auf den Weg nach Alalia machten, wurde die Stadt 540 v. Chr. ausgebaut – nun sehr zum Missfallen der Etrusker, denn die Stadt lag der etruskischen Küste direkt gegenüber. Der Übermacht der Phokaier überdrüssig, baten die Etrusker die Karthager um Hilfe, da die Phokaier Piraterie betrieben, hauptsächlich den Handelsweg zwischen den griechischen Städten im Norden an der Côte d’Azur und dem südöstlichen Kampanien unterstützten und sogar die italienische Küste attackierten.
Es ging daher um die Kontrolle des nördlichen Tyrrhenischen Meeres zwischen der etruskischen Küste und Korsika, das die Etrusker als ihre Hausgewässer betrachteten. Und die Etrusker konnten auf die Unterstützung der mächtigen Karthager bauen. So kam es 537 oder 535 v. Chr. zur Schlacht vor dem korsischen Alalia. Eine vereinte karthagisch-etruskische Flotte mit 120 Schiffen griff die Phokaier an. Herodot berichtet zwar, dass die Phokaier mit nur 60 Schiffen die Schlacht gewinnen konnten, jedoch sollen 40 Schiffe vernichtet worden sein, und die verbliebenen 20 waren kaum noch des Kampfes tauglich. Deswegen gaben die Phokaier Alalia auf, um in Kampanien die Stadt Elea zu gründen.
Einige Quellen berichten, dass die Angreifer den Griechen doppelt überlegen gewesen sein sollen, was auch übertrieben sein kann. Die Stadt wurde mit Etruskern besiedelt. Damit war der Seeweg zwischen den griechischen Städten an der Côte d’Azur und den süditalienischen Griechenstädten unterbrochen, der Seeweg für die Etrusker wieder frei. Nachdem die Etrusker im 3. Jh. der römischen Assimilierung langsam erlagen, übernahm in gleichem Maße das Karthagische Reich Korsika als Protektorat. Erst nach dem Ersten Punischen Krieg im Jahre 238 v. Chr. mussten die Karthager Korsika ganz räumen.

### Verschiebung der Macht von Etruskern und Phoinikern zu Gunsten der Karthager ab dem 7. Jh. v. Chr.
In diese Phase fallen auch einige wichtige Seeschlachten und militärische Aktionen, die dazu führten, dass das Karthagische Reich an Gewicht gewann, weil Etrurien zurückgedrängt wurde, und Phoinikien und die hellenischen Städte der Ägäis anderweitig gebunden waren:
- 654 v. Chr.: Gründung der Stadt Ibes durch Karthager auf der heutigen Insel Ibiza.
- 626 v. Chr. – 539 v. Chr.: Neubabylonisches Reich, spätestens ab 580 v. Chr. stand Phoinikien unter neubabylonischem Einfluss, die wie die Phönizier semitisch sprachen.
- 589 v. Chr. – 570 v. Chr.: Kämpfe zwischen Apries von Ägypten gegen die Phoiniker und andere Völker der Levante.
- 580 v. Chr. – 576 v. Chr.: Feldzüge des Karthagers Malchus auf Sizilien und Sardinien.
- 572 v. Chr.: Die Babylonier unter Nebukadnezar II. belagern Tyros und nehmen die Stadt ein. Alle anderen Städte Phoinikiens ergeben sich.
- 550 v. Chr.: Die persischen Achämeniden erobern das Medische Reich unter Kyros II. und expandieren weiter in Richtung Westen. Die Perser gehören aber zur indogermanischen Sprachgruppe.
- Vor 550 v. Chr.: Malchus belagert nach Disput mit dem Ältestenrat Karthago und lässt seinen Sohn Karthalo kreuzigen. Mago I. beendet vermutlich diesen Bürgerkrieg.
- Ab 550 v. Chr.: Die karthagische Verfassung führt den „Ältestenrat der 104“ ein. Das Karthagische Reich ist de facto eine aristokratische Oligarchie und dient als Vorbild für die kommende Staatsform Roms, siehe Liste der Herrscher Karthagos. Der karthagische Senat ist die Voraussetzung für die Thalassokratie des Karthagischen Reiches.
- 550 v. Chr. – 530 v. Chr.: Der Karthager Mago I. führt Kriegszüge auf Sizilien. Als er 530 v. Chr. stirbt, übernimmt sein Sohn Hasdrubal die Macht.
- 539 v. Chr.: Phoinikien wird dem Persischen Reich unter Kyros II. einverleibt. Wegen des Reichtums, der Handelsbeziehungen und der Seefahrerkünste konnten sich die Phoiniker allerdings eine gewisse Eigenständigkeit erhalten. Die Stadtkönige wurden dem persischen Großkönig tributpflichtig und zur Heerfolge verpflichtet.
- Unter Hiram III. von Tyros (552–532 v. Chr.) erfolgte die Lossagung Karthagos von Tyros.
- 537 v. Chr.: Seeschlacht vor Alalia: Zwischen Karthagern und Etruskern gegen Phokaier – Phokaier müssen Alalia räumen. Die Etrusker werden als Seemacht im Tyrrhenischen Meer bestätigt, die Karthager bleiben aber der mächtigere Partner.
- 525 v. Chr.: Die Perser unter Kambyses II. erobern Ägypten. Dadurch entsteht eine Bindung der Seestreitkräfte im östlichen Mittelmeer.
- 524 v. Chr.: Landschlacht vor Kyme: Aristodemos von Kyme siegt gegen Etrusker, Umbrer und Daunier.[70]
- 509 v. Chr.: Sturz des römisch-etruskischen „Königs“ Lucius Tarquinius Superbus durch den Etrusker Aruns Porsenna.
- 508 v. Chr.: Belagerung der Stadt Rom durch den Etrusker Lars Porsenna.
- 508 v. Chr. / 507 v. Chr.: Erster karthagisch-römischer Vertrag (Freundschaftsvertrag).
- 504 v. Chr.: Hilferuf durch die Stadt Aricia an Kyme: Landschlacht der Etrusker unter Aruns Porsenna gegen Aristodemos von Kyme – Niederlage der Etrusker, Aruns Porsenna fällt. Die Etrusker werden als Landmacht zurückgedrängt. Sein Vater Lars Porsenna, der „achte König von Rom“, gibt Rom auf – Beginn des Aufstiegs von Rom als oligarchische Adelsrepublik.

## Die Vorgänge im Östlichen Mittelmeer
Der Aufstieg des Karthagischen Reiches zur Seemacht im Mittelmeer ist besser verständlich, wenn man sich auch die Ereignisse im östlichen Mittelmeer vor Augen führt. Deshalb erfolgt an dieser Stelle eine Aufzählung der wichtigsten Ereignisse.

### 500 bis 448 v. Chr. Perserkriege im hellenischen Mutterland
siehe Perserkriege
- 494 v. Chr.: Schlacht von Lade (Seeschlacht). Flotte der Hellenen wird durch die Perser zerstört.
- 490 v. Chr.: Schlacht bei Marathon (Landschlacht). Die Hellenen siegen und binden damit die persische Flotte, zu der auch immer phönizische Schiffe gehören.
- 480 v. Chr., im August (zeitgleich mit der Landschlacht) bei den Thermopylen: (See-)Schlacht bei Artemision. Angreifer waren die Perser unter Beteiligung von angeblich 300 phoinikischen Schiffen – Sieg der Hellenen.
- 480 v. Chr.: Schlacht bei den Thermopylen. Landschlacht unter schweren Verlusten für die Perser.
- 480 v. Chr., wahrscheinlich im September: Schlacht von Salamis bei Athen. Angreifer waren die Perser unter Beteiligung von angeblich 300 phönizischen Schiffen auf der Seite der Perser. Die Hellenen besiegen die persische Flotte unter großen Verlusten. Die Perser ziehen trotz zahlenmäßiger Überlegenheit ab.
- 479 v. Chr.: Schlacht von Plataiai. Die Landschlacht war die Folge der Schlachten des Jahres 480 v. Chr. unter Verlusten auf beiden Seiten mit der Folge, dass die Perser die Eroberung Griechenlands nicht mehr erreichen konnten.
- 479 v. Chr.: Schlacht von Mykale. Landschlacht der Schiffsbesatzungen, die zeitgleich zur Landschlacht von Plataiai stattfand. Die restlichen verbliebenen Schiffe aus der Schlacht von Salamis, die aber auf Land gezogen waren, wurden durch die Hellenen vernichtet. Daher ergab sich eine Kriegspause, um neue Schiffe zu bauen. Athen wird Seemacht im östlichen Mittelmeer.
- 465 v. Chr.: Schlacht am Eurymedon. See- und Landschlacht unter Beteiligung von 200 phönizischen Schiffen – Sieg der Hellenen, die die Flotte und die Landstreitkräfte vernichten können und damit wieder einmal den phönizischen Handelsschiffen den Schutz rauben. Die Bedeutung der Karthagischen Flotte im Westlichen Mittelmeer steigt daher an.
- 460 v. Chr.: 200 Schiffe segeln aus Athen nach Ägypten, um einen Aufstand gegen die Perser zu unterstützen – die Perser siegen, unter denen sich mit hoher Wahrscheinlichkeit phoinikische Schiffe befinden.

Wie man unschwer erkennen kann, blieb der phoinikische Einfluss gering, solange die phoinikischen Schiffe im Östlichen Mittelmeer gebunden blieben. So teilte sich das Mittelmeer in einen östlichen Teil, der von Hellas und den Mächten des Vorderen Orients bestimmt wurde und den westlichen Teil, der vom Karthagischen Reich und den hellenischen Kolonien in diesem Seegebiet beherrscht wurde. Die Karthager konnten sich mehr Sizilien, den Balearen, dem südlichen Iberien und der nordafrikanischen Küste widmen. Allerdings blieben die Hellenen auf der südlichen Apenninhalbinsel und Ostsizilien weiterhin stark vertreten.

## Karthagos Aufstieg zur Seemacht

### Die Vorgänge auf Sizilien im 5. Jh. v. Chr. während der Perserkriege
- 483 v. Chr.: Der Tyrann Terillos von Himera wird durch den Tyrannen Theron von Akragas vertrieben und bittet die Karthager um Hilfe.
- 480 v. Chr.: Gelon von Syrakus wird das Amt des Strategen gegen König Xerxes von Persien angeboten, der aber ablehnt, weil er nicht das Kommando über alle hellenischen Streitkräfte bekommen sollte.[71][72] Währenddessen folgen die Karthager dem Hilferuf von Terillos. Hamilkar und Terillos greifen ohne Beteiligung der Etrusker vor Himera auf dem Landwege an. Schlacht bei Himera: Karthago unter Hamilkar als Angreifer gegen die überlegenen Tyrannen Gelon von Syracosai und Gela und Theron von Akragas, den Schwiegervater Gelons, als Verteidiger – Hamilkar fällt, und Karthago gibt seine Ansprüche im östlichen Sizilien vorerst auf. Die karthagische Flotte wurde fast vernichtet. Nur die westlichen Gebiete bleiben karthagisch. Die größte hellenische Ausdehnung bestand unter Gelon, bis 410 v. Chr. eine Wende eingeleitet wird.

Zwischen 480 v. Chr. und 410 v. Chr., zur Zeit, als phoinikische Kriegsschiffe durch die Perserkriege gebunden waren und die phoinikischen Orte im westlichen Mittelmeer kaum hinreichend sichern konnten, übernahmen wohl die Karthager gerne diese Aufgabe. So beschäftigten sich die Karthager wohl intensiver mit dem Handel mit den Phoinikern der Iberischen Halbinsel und den hellenischen Massalioten, die mutmaßlich Beziehungen zu Tartessos pflegten. Das Tyrrhenische Meer blieb noch Einflussgebiet der Etrusker. In diese Phase fällt nur die Schlacht vor Alalia 537 v. Chr., zu der die Karthager von den verbündeten Etruskern gerufen wurden.
- 478 v. Chr.: Gelon, Tyrann von Gela und Syracosai, stirbt. Sein Bruder Hieron wird Nachfolger. Syracosai, Gela und Akragas befinden sich unter Hieron und Theron im festen Bündnis.
- 474 v. Chr.: See-Schlacht von Kyme. Hieron I. von Syrakus und der Tyrann Aristodemos von Kyme gegen Etrusker – Niederlage der Etrusker – weitere Zurückdrängung der Etrusker nicht mehr nur an Land, sondern nun auch als Seemacht. Warum Karthago sich nicht an der Schlacht beteiligte, ist eine interessante Frage. Wahrscheinlich waren die Geschäfte im Westen wichtiger.

Syracosai wird als Seemacht im zentralen Mittelmeer bedeutender. Die Karthager erkennen dies an und konzentrieren sich auf das westliche Mittelmeer mit Sardinien, den Balearen, Süd- und Südostspanien.
- 431 v. Chr. – 404 v. Chr.: Peloponnesischer Krieg zwischen fast allen hellenischen Städten, darunter auch Syracosai, was zur Schwächung von Syracosai führte, das von Athen allerdings erfolglos in diesem Krieg belagert wurde.

In der Zeit nach dem Ende der Perserkriege 448 v. Chr. und dem Ende des Peloponnesischen Krieges 404 v. Chr. waren phoinikische Schiffe im östlichen Mittelmeer nicht mehr so stark militärisch gebunden, weil die Hellenen durch den Peloponnesischen Krieg, der auch Ostsizilien erfasste, mit sich selbst beschäftigt waren. Die Schwäche der sizilischen Hellenen indes nutzten nun die Karthager für Feldzüge auf der Insel.

### Expansion auf Sizilien ab 410 v. Chr.: Kriegsschiffe zur Sicherung der Handelswege
Schon vorher war klar, dass sich mittelmeerischer Handel gegen andere Seemächte und Piraten nur durch militärische Präsenz zu Lande und zu Wasser führen ließ, und deswegen bauten die Karthager ihre Flotte kräftig aus. Außenpolitisch kam den Karthagern durch den Peloponnesischen Krieg ein Umstand entgegen, denn die Athener richteten die Sizilienexpedition aus und belagerten den Erzrivalen Syracosai von 413 bis 411 v. Chr.
Ab 410 v. Chr., der Peloponnesische Krieg hielt noch bis 404 v. Chr. an, eroberten die Karthager, ausgehend von ihren westlichen Stützpunkten auf Sizilien, Drepana, Panormos, Eryx und Solus weitere Gebiete und Städte:
- 410 v. Chr. – 405 v. Chr.: Sizilien-Feldzüge der Karthager unter Hannibal und Himilkon:
  - 409 v. Chr.: Eroberung von Selinunt
  - 408 v. Chr.: Eroberung und Zerstörung von Himera
  - 406 v. Chr.: Karthagische Eroberung und Plünderung von Akragas
- Um 400 v. Chr.: Plünderung von Adranon, Kamarina und Kasmenai
- 397 v. Chr.: Das karthagische Motye wird durch Dionysios I. von Syrakus zerstört. Daraufhin wird die Festung Lilybaion (bei Marsala) durch die Karthager gegründet.

Durch die anwachsende militärische Macht wuchs die Bereitschaft, sich auch auf diesem Wege Einfluss zu verschaffen. Die militärische Stärke erschien aber Gruppen, die sich durch Dritte bedrängt fühlten, als Hilfe oft sehr willkommen, sodass sich Karthago solchen Hilferufen oft nicht entziehen wollte.
Unter Mago I. (550 bis 530 v. Chr.) und seinen Nachfolgern, den Magoniden, begann das Karthagische Reich eine Expansionspolitik. Die Karthager gründeten Kolonien auf den Balearen (Ibiza war schon 654 v. Chr. von Phoinikern gegründet worden), auf Sardinien und an der nordafrikanischen Küste und sie übernahmen die phoinikischen Kolonien an der südöstlichen Küste Spaniens, wo viele Bodenschätze erschlossen wurden, aber auch landwirtschaftliche Produkte hatten dort große wirtschaftliche Bedeutung. Südostspanien dürfte als Kornkammer sogar Sizilien übertroffen haben. Produkte wurden sogar ins Römische Reich exportiert. Des Weiteren war Südostspanien auch für die Herstellung des Garum bekannt, einer Würzsauce, die durch Fermentation aus Fischabfällen hergestellt wird.
Die Karthager zerstörten das legendäre Reich von Tartessos (Tarsis), das antiken Quellen zufolge am Unterlauf des Guadalquivir (Baetis) lag, und sperrten zeitweilig die Straße von Gibraltar, wahrscheinlich um 480 v. Chr., für griechische Schiffe. Jedes griechische Schiff wurde gerammt und versenkt. Cossyra (Pantelleria), Malta (das die Phönizier Malet, die Römer Melite nannten) und Sizilien hatten als Stützpunkte für die Sicherung der Handelswege außerordentliche Bedeutung. Die Expansion führte die Karthager entlang der südspanischen Küste bis nach Ossonuba (Faro) und bis zu den Kanarischen Inseln und über die nordwestliche Küste Afrikas wieder zurück nach Karthago, um die Meeresströmungen ausnutzen zu können. Angaben antiker Autoren deuten darauf hin, dass sie auch Madeira kannten. Ob sie auch zu den Azoren segelten, ist ungeklärt und strittig: Ob karthagische Münzen tatsächlich, wie behauptet, 1749 auf Corvo entdeckt wurden, ist schon früh bezweifelt worden. Ein Erreichen der amerikanischen Küste gilt als unwahrscheinlich.
Die auf den deutschen Sprachwissenschaftler Theo Vennemann und seine Schüler zurückgehende These, die Karthager hätten im heutigen Norddeutschland über längere Zeit politischen und kulturellen Einfluss ausgeübt und dadurch die germanische Sprachfamilie entscheidend beeinflusst, wird von der großen Mehrheit der Forscher derzeit abgelehnt.

### Konflikte mit den Griechen
Bei Ephoros von Kyme taucht die Behauptung auf, dass sich die Karthager mit dem Perserkönig Xerxes I., der im Jahr 480 v. Chr. einen Feldzug gegen Athen und Sparta führte, verbündet hätten, doch ist dies wenigstens zweifelhaft und womöglich eine Beurteilung ex eventu. Am wahrscheinlichsten dürfte sein, dass die Karthager auf die Ausschaltung ihrer alten Rivalen aus waren. Die Offensive der Karthager auf Sizilien scheiterte jedoch, als das von Hamilkar geführte karthagische Heer in der Schlacht bei Himera besiegt wurde. 474 v. Chr. ging eine weitere Schlacht vor Kyme (Cumae) der Etrusker gegen eine griechisch-sizilische Flotte, geführt von Hieron I. von Syracosai, verloren, an der sich Karthager zwar nicht beteiligten, was die Hegemonie von Syracosai aber verstärkte. Die vernichtende Niederlage der befreundeten Etrusker beendete den Machthunger Karthagos im zentralen Mittelmeer für Jahrzehnte. In der Folgezeit konzentrierte sich Karthago darauf, die territoriale Kontrolle in Nordafrika, Südspanien und an der atlantischen Küste auszubauen.

### Die Wende in der Sizilien-Politik
409 v. Chr. versuchte das Karthagische Reich erneut unter Hannibal Mago, Sizilien zu erobern, während Syrakosai noch in den Peloponnesischen Krieg verwickelt war. Ausgehend von ihren westlichen sizilianischen Stützpunkten drangen die Karthager nach Osten vor. Sie konnten Selinus, Himera sowie Agrigent, Gela und Henna unter ihre Kontrolle bringen. Sie kämpften sich bis zu zwei Flüssen vor, die beide Himera genannt werden. Der Fluss, der nach Süden fließt, heißt heute Imera Meridionale (auch Salso), mündet aber beim südlichen Licata in die Strasse von Sizilien; Der Fluss, der nach Norden fließt, heißt hingegen Imera Settentrionale (auch Fiume Grande) und mündet bei Termini Imerese ins Tyrrhenische Meer. Der eine nach Norden fließende und der andere nach Süden fließende Fluss Himera teilt die Insel geographisch in eine westliche und eine östliche Hälfte. Diese Flüsse galten daher lange als Demarkationslinie zwischen dem Karthagischen Reich und Syrakus. Ein Feldzug gegen Syrakus im Jahr 405 v. Chr. misslang, weil das karthagische Heer durch eine Epidemie, der auch Hannibal Mago zum Opfer fiel, geschwächt wurde. Karthago und Syrakus unterzeichneten einen Friedensvertrag, der jedoch bereits 398 v. Chr. von Dionysios I., dem neuen Tyrannen von Syrakus, gebrochen wurde. 397 v. Chr. gründete Dionysios die Stadt Tyndaris an der nordöstlichen Küste Siziliens als Bollwerk gegen die karthagische Expansion. Die Karthager schlugen Dionysios’ Angriff zurück, eroberten Messina und belagerten daraufhin wieder erfolglos Syrakus. Letztendlich blieb durch die Aufnahme der griechischen Städte in seinen Machtbereich Karthago einem durchaus gewünschten starken kulturellen Einfluss ausgesetzt.
Im Jahre 348 v. Chr. kam es zum zweiten karthagisch-römischen Vertrag, der Rom als Macht auf der Apenninhalbinsel bestätigt und das Karthagische Reich als See- und Handelsmacht.
Ein dritter Krieg gegen Syrakus folgte 315 v. Chr., als Agathokles von Syrakus die karthagischen Besitzungen auf Sizilien angriff. Der Gegenschlag Karthagos war erfolgreich. Die Karthager eroberten den größten Teil der Insel und belagerten Syrakus erneut. 310 v. Chr. fasste Agathokles den verzweifelten Entschluss, die Blockade zu durchbrechen und mit Hilfe griechischer Söldner, die der Makedone Ophellas geworben hatte, den Feind in Afrika anzugreifen. Karthago musste sein Heer aus Sizilien zurückrufen und schlug Agathokles’ Expeditionsheer. Dennoch konnte Agathokles einen Friedensvertrag aushandeln, der ihm die Herrschaft über den östlichen Teil Siziliens sicherte. Im Jahre 306 v. Chr. kommt es zum dritten karthagisch-römischen Vertrag, mit dem nochmals die Interessensphären „Sizilien für Karthago“ und der „Apennin für Rom“ bestätigt wurden.

### Sizilien-Konflikte
- Sizilianische Gebiete Karthagos vor den Sizilianischen Kriegen
- Gebiete, die im Ersten Sizilianischen Krieg erobert wurden
- Maximale karthagische Ausdehnung in Silicia vor dem Ersten Punischen Krieg

Das Ziel der Karthager, das Überleben der Karthagischen Enklaven zu sichern und den Einfluss der Hellenen auf das westliche Mittelmeer zu beschränken, führte zu einem latenten Konflikt in Sizilien, der zwischen dem fünften und sechsten Jahrhundert v. Chr. seinen Höhepunkt hatte.
Zu Beginn des fünften Jahrhunderts v. Chr. weitete Karthago unter der Herrschaft seines ersten großen Heerführers Hamilkar Mago, der wiederum der Gründer der Dynastie der Magoniden war, seinen Einfluss auf die große Insel Sardinien und die Balearen aus und gründete auf Menorca eine Kolonie namens Portus Magonis, die heute Mahón heißt. Der erste große Krieg zwischen sizilischen Griechen und Karthagern wurde durch die Expansionsabsichten von Hamilkar Mago über Sizilien motiviert und fand 480 v. Chr. statt. Er fiel zeitlich mit dem Zweiten Perserkrieg zusammen, in dem das Perserreich gegen Athen und Sparta kämpfte. Karthago bewaffnete seine bis dahin größte Streitmacht unter dem Kommando von General Hamilkar Mago mit der Absicht, Sizilien zu erobern. Gelon, der Tyrann der griechischen Kolonie Syrakus, der durch karthagischen Druck bedroht war, vereinigte alle Hellenen der Insel unter seiner Herrschaft und Gelon besiegte die Karthager in der Schlacht von Hymera. Diese Niederlage löste in Karthago eine schwere politische Krise aus, die tiefgreifende politische Reformen einleitete.
Um 410 v. Chr. hatte sich Karthago dank einer Reihe guter Herrscher erholt. Er hatte einen Großteil des heutigen Nordtunesiens erobert, neue Kolonien in Nordafrika gegründet, Magos Reise durch die Sahara und die Reise von Hanno dem Seefahrer entlang der afrikanischen Küste gefördert. Vorübergehend wurden die iberischen Kolonien unabhängig und schnitten die Hauptversorgung mit Silber und Kupfer ab.
Hannibal Mago, der Enkel von Hamilkar Mago, griff die alte Absicht seines Großvaters auf und begann mit den Vorbereitungen für die Errichtung der karthagischen Herrschaft in Sizilien im Jahr 409 v. Chr. Er brach mit seiner Armee und einer großen Flotte nach Sizilien auf. Es gelang ihm, die Städte Selinunt und Hymera einzunehmen und mit der Kriegsbeute triumphierend nach Karthago zurückzukehren. Aber sie motivierte den Aufstieg von Dionysius I. zum Tyrannen von Syrakus, der sich in den folgenden Jahren der Vorbereitung eines Bündnisses der griechischen Städte gegen Karthago widmete. Im Jahr 405 v. Chr. unternahm Hannibal Mago nach seinem vorangegangenen und fruchtbaren Feldzug eine zweite Expedition. Diesmal stand er den griechischen Truppen als Ganzes unter der Führung von Dionysos gegenüber. Während der Belagerung von Akragas dezimierte die Pest die karthagischen Truppen, und Hannibal Mago selbst erlag der Krankheit. Sein Nachfolger Himilco Mago setzte den Feldzug erfolgreich fort, indem er die Belagerung von Akragas durchbrach und sogar noch die Nachbarstadt Gela einnahm und wiederholt die Armee des Dionysius besiegte, aber bei der endgültigen Belagerung von Syrakus erlitten die Truppen von Himilkon wieder mehr Heftigkeit durch die Pest und waren gezwungen, einen ungünstigen Frieden zu unterzeichnen, bevor sie nach Karthago zurückkehrten.
Im Jahr 389 v. Chr. brach Dionysius den Friedensvertrag und sammelte die sizilischen Griechen unter seinem Banner, griff die Karthager an, eroberte einen Großteil Siziliens, einschließlich der Festung Motye und trieb die Karthager auf einigen Quadratkilometern im nordwestlichen Sizilien in die Enge. Himilco führte erneut eine neue Expedition an, die Motia zurückeroberte, Messina einnahm und schließlich Syrakus belagerte. Die Stätte blieb bis 397 v. Chr. bestehen. Aber sie wurde 396 v. Chr. verlassen. Als die Syrakusaner die Armada, die Syrakus belagerte, niederbrannten und eine Pest die karthagischen Truppen erneut dezimierte. Seine Niederlage bedeutete das Ende der politischen Macht der Familie Magonid. Himilkon selbst nahm sich in Karthago das Leben, nachdem er öffentlich Buße getan und seine Fehler verkündet hatte. Die Niederlagen in Sizilien lösten große Unruhen in der punischen Aristokratie aus, die eine politische Umstrukturierung Karthagos anstrebte.
In den folgenden sechzig Jahren wurden karthagische und griechische Truppen in aufeinanderfolgende Schlachten verwickelt, ohne dass es zu nennenswerten Veränderungen kam. Die Grenze wurde schließlich am Fluss Halicos befestigt. Im Jahr 315 v. Chr. kam Agathokles, ein ehrgeiziger neuer Tyrann von Syrakus, leitete eine expansive Politik ein, indem er sich die Stadt Messina aneignete und 311 v. Chr. gezwungen wurde, die Stadt Messina zu übernehmen. Er fiel in mehrere karthagische Städte in Sizilien ein und belagerte Agrigent. Hamilkar Mago, der Enkel von Hanno dem Seefahrer, führte die karthagische Antwort mit großem Erfolg an. Im Jahr 310 v. Chr. übernahm er die Kontrolle über Sizilien und schaffte es, Syrakus zu belagern. In seiner Verzweiflung organisierte Agathokles eine Expedition von 14.000 Männern, um Karthago direkt und überraschend vom Festland aus anzugreifen, in der Hoffnung, seine Besitzungen auf der Insel zu retten. Es erzielte einen relativen Erfolg. Karthago war gezwungen, Hamilkar herbeizurufen, der einen großen Teil seiner Armee aus Sizilien abzog, um sich der unerwarteten Bedrohung zu stellen. Während dieser Ereignisse versuchte Bolmilcar, einen vereitelten Staatsstreich durchzuführen und die Macht in Karthago an sich zu reißen. Agathokles’ Armee wurde besiegt, aber die Schwäche und politische Instabilität Karthagos ermöglichte es Agathokles, der nach seiner Niederlage nach Sizilien floh, ein neues Friedensabkommen auszuhandeln.

### Krieg gegen Pyrrhus
Die folgenden Jahre waren geprägt von der Hegemonie der karthagischen Macht in Sizilien und der Expansion Roms, was mehrere hellenistische Herrscher dazu veranlasste, den Erhalt des griechischen Einflusses und der Macht zu unterstützen. Pyrrhus von Epirus begann zwischen 280 und 275 v. Chr. mit seinen Ressourcen, Truppen und Geldern, die er zu seiner Unterstützung geschickt hatte. Zwei große Feldzüge, um den griechischen Einfluss im westlichen Mittelmeerraum zu schützen und auszuweiten, einer gegen die aufstrebende Macht der Römischen Republik, die die griechischen Kolonien Süditaliens bedrohte, und der andere gegen Karthago, in einem erneuten Versuch, den griechischen Einfluss in Sizilien aufrechtzuerhalten.
Die Konzentration der griechischen Städte Italiens und Siziliens unter einem Kommando hatte die unmittelbare Folge der Koalition von Karthago und Rom.29Pyrrhus gelang es, ungehindert in Sizilien zu landen, indem er sofort die Belagerung von Syrakus aufhob, er sammelte in kurzer Zeit alle griechischen Städte der Insel, führte die sizilianische Konföderation an und nahm den Karthagern fast ihren gesamten Besitz ab. Karthago konnte die Festung Lilybaea dank seiner Flotte kaum halten.30Nach der Eroberung Siziliens begann Pyrrhos in den Werften von Syrakus mit dem Aufbau einer mächtigen Flotte, um als Bindeglied zwischen all seinen Besitztümern zu dienen und deren Sicherheit zu gewährleisten. Seine Innenpolitik untergrub jedoch seine Macht. Aus diesem Grund stimmten einige sizilianische Städte wieder mit Karthago überein.31Karthago schickte abermals ein Heer nach Sizilien, das rasche Fortschritte machte. Er wurde jedoch besiegt, als er mit der Armee von Epirot zusammenstieß.
Pyrrhos nahm die Feindseligkeiten in Italien wieder auf, erlitt aber eine Niederlage auf See, die den Fall des Königreichs Siciculo-Epirot herbeiführte. Die sizilianischen Städte ließen Pyrrhus im Stich und weigerten sich, ihn mit Menschen und Geld zu versorgen. Er wurde schließlich bei Benevento besiegt und kehrte nach Epirus zurück, wobei er eine kleine Garnison in Tarent zurückließ. Nach dem Tod von Pyrrhus ergab sich Tarent 272 v. Chr. Rom.
Für Karthago bedeutete dies eine Rückkehr zum vorherigen Status quo. Für Rom bedeutete es jedoch die Eroberung von Tarent und die Herrschaft über ganz Italien. Als der griechische Einfluss im westlichen Mittelmeerraum zurückging, kam es zu einer Neuverteilung der Macht, die die Rivalität zwischen Karthago und Rom deutlich machte.

## Die Erkundungsreisen im 6. Jh. v. Chr.
Die Karthager waren aber nicht nur kriegerisch eingestellt. Wenn es opportun erschien, liefen Handelsbeziehungen durchwegs friedlich ab, so etwa mit den Elymern im westlichen Sizilien, zeitweise mit Sarden und oft auch mit Keltiberern im Süden und Südosten Spaniens. Viele dieser Fahrten erfolgten während der „Großen Kolonisation“ des 8. bis 6. Jhs. v. Chr. der Hellenen, deren Aktivitäten umfangreicher waren als die Kolonisation der Phönizier, die im Wesentlichen Anfang des 5. Jhs. langsam zu Ende ging, während die Hellenen noch im 4. Jh. Niederlassungen bilden konnten (z. B. Tyndaris, gegründet 396 v. Chr., Nicaia, heute Nizza, gegründet 350 v. Chr., Avenio, heute Avignon, gegründet 340 v. Chr.).

### Herodots Bericht über die Fahrt des Kolaios
In den Jahren zwischen 640 und 630 v. Chr. soll nach Herodot Kolaios von Samos durch einen Sturm die Säulen des Herakles durchfahren haben. Ihm müsste demnach das reiche Tartessos des Arganthonios bekannt gewesen sein, zumindest sein erreichter Gewinn von 60 Talenten ist ohne günstige Handelsbeziehungen kaum denkbar, sollte Herodot Recht haben.

### Die Expedition des Hanno
Um neue Handelswege finden zu können, überwanden die Karthager weite Strecken. Gegen Ende des 6. Jhs. erkundete Hanno der Seefahrer die afrikanische Westküste und gelangte wohl bis zum Golf von Guinea, und es wird auch von einem Vulkan erzählt. Sein Reisebericht, ein Periplus, ist in griechischer Sprache überliefert. Der Periplus des Hanno deutet darauf hin, dass die Flotte bis zum Kamerunberg gelangt sein könnte.

### Die Expedition des Chimilkât (Himilkon)
Etwa zeitgleich erfolgte noch eine zweite Expedition ins nordwestliche Europa durch Chimilkât, den Seefahrer. Der Dichter Avienus erwähnt die Reise in seinem Werk Die Meeresküste, das aber erst 900 Jahre später niedergeschrieben wurde. Doch ist beachtenswert, dass Avienus keinen Autor nennt, der nach Thukydides geboren wurde und somit bezieht er sich auf älteste Quellen und hat nicht auf Sekundärquellen Bezug genommen. Er erwähnt auch, dass er sich auf Iuba beruft, den er als mauretanischen König, als Freund des Augustus, als Ehrenbürger der Stadt Gadir und Wissenschaftler bezeichnet. Dieser Iuba benutzte Bücher in karthagischer Sprache (Solinus und Ammianus) und könnte daher als der Übersetzer und Berichterstatter jenes Periplus des Chimilkât gelten. Damit kann man das Werk Die Meeresküste als authentisch betrachten.
Das Ziel der Fahrt war, nach Plinius dem Älteren, die „Oestrumniden“ zu erreichen, die für gewöhnlich mit den „Kassiteriden“ gleichgesetzt werden und die wohl mit den Scilly-Inseln (z. B. Buzza Hill Dolmen auf St Mary’s) zu identifizieren sind. Die Karthager dürften sich für die Zinn- und Bleivorkommen interessiert haben, umso dringlicher, da es nirgends in Nordafrika nennenswerte Erzlagerstätten gab und so nur ein Handelsweg über den Rhodanus blieb, der auch von Phokaiern frequentiert wurde. Werner Huß, Professor für Alte Geschichte aus Bamberg vermutet auch, dass Tartessier aus dem Baetistal und in der Nähe der Meerenge Gibraltars siedelnde Westphönizier diese Routen schon befuhren. Von weiteren Fahrten ist uns nichts überliefert, aber es ist anzunehmen, dass die Karthager spärlich mit solchen Informationen umgingen.

### Die Expedition des Pytheas von Massalia
Ein ähnlicher Reisebericht existiert von Pytheas von Massalia, dessen Reisen aber erst im 4. Jh. stattgefunden haben sollen.

### Die Afrikaumsegelung der Phönizier
Erwähnenswert ist auch die Afrikaumsegelung durch die Phönizier während der Regierungszeit des ägyptischen Pharao Necho II. Er gab angeblich eine Umfahrung Afrikas in Auftrag, die durch die Seefahrerkunst der Phönizier ausgeführt worden sein soll. Die ganze Reise soll ganze zwei Jahre von 496 bis 494 v. Chr. gedauert haben. Nach Herodot starteten die Schiffe im Roten Meer, umsegelten Afrika und kehrten durch die „Säulen des Herakles“ ins Mittelmeer zurück. Sollte diese Fahrt stattgefunden haben, so müsste sie den ambitionierten Seefahrern Karthagos bekannt gewesen sein.

## Konflikt mit Rom – die drei karthagisch-römischen Kriege

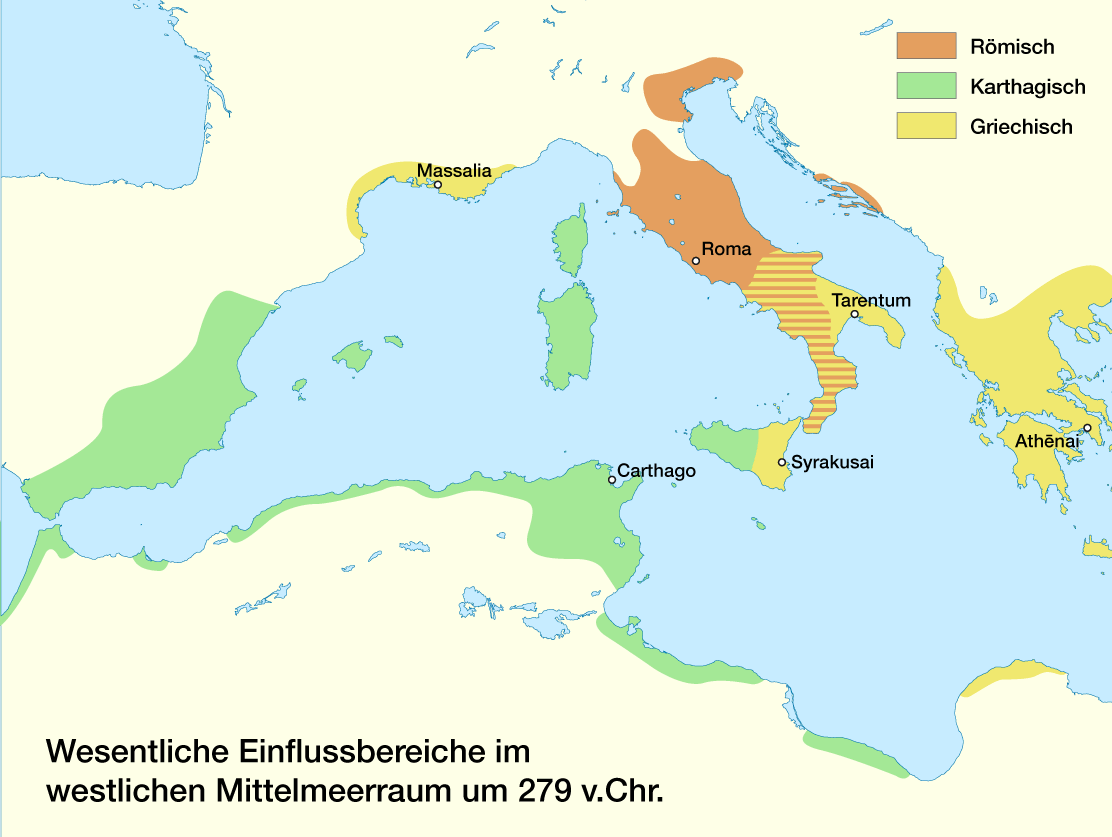
Westlicher Mittelmeerraum 279 vor Christus

In zwei Verträgen aus den Jahren 348 v. Chr. und 306 v. Chr. grenzten Karthago und das aufstrebende Rom ihre Interessensphären ab. Die Karthager verpflichteten sich darin, sich aus Italien fernzuhalten, während die Römer dafür den Karthagern Sizilien überließen. Die Expansion Roms und Interessenkonflikte um Sizilien führte zu einem Konflikt der beiden Mächte, der in den drei punischen Kriegen ausgetragen wurde.

### Erster karthagisch-römischer Krieg
Der Erste karthagisch-römische Krieg (264–241 v. Chr.) begann, als die Römer den Mamertinern, einer Gruppe von italischen Söldnern in Messina, zur Hilfe kamen. Die Kriegsentscheidung fiel letztendlich auf See, auch wenn es zu Kämpfen auf Sizilien und in Nordafrika kam. Die Römer fürchteten die schnellen, seetüchtigen und gut bewaffneten karthagischen Kriegsschiffe, die die Griechen Penteren und die Römer Quinqueremen nannten. Erst als ein karthagisches Schiff vor Italien strandete, konnten die Römer durch Nachbau der karthagischen Schiffe technologisch gleichziehen. Da die Römer zugleich die Schiffe mit Enterbrücken (Corvus) ausrüsteten und mit Fußsoldaten bemannten, waren sie im Kampf den Karthagern dann sogar überlegen. Nachdem die Römer die karthagische Flotte in der Schlacht bei den Ägatischen Inseln vernichtend geschlagen hatten, musste Karthago 241 v. Chr. Sizilien abtreten. Nach der Beendigung des Krieges löste ein Streit über die Bezahlung des karthagischen Söldnerheeres den Söldnerkrieg aus, in dem neben den nicht bezahlten Söldnern auch Teile der von Karthago abhängigen Bevölkerung Nordafrikas sich gegen die Herrscher erhoben. Der Konflikt sollte vier Jahre bis 237 v. Chr. anhalten und Karthago derart schwächen, dass Rom die Situation zu seinen Gunsten ausnutzen konnte. Karthago konnte sich zu diesem Zeitpunkt keinen neuerlichen Konflikt mit Rom leisten und willigte in einen Zusatz zum Lutatius-Vertrag ein, der die Abtretung Sardiniens und Korsikas sowie eine Zahlung von 1200 Talenten an Rom vorsah.
In der Folgezeit versuchte Karthago seinen Machtbereich in Spanien auszuweiten. Infolge dieser Expansion wurde ein Vertrag zwischen dem karthagischen Feldherren Hasdrubal und Rom geschlossen, in dem sich dieser verpflichtete, nicht in kriegerischer Absicht den Iber zu übertreten. Aus welchen Motiven Rom diesen sog. Hasdrubal- bzw. Feldherrenvertrag schließen wollte, ist aufgrund der Quellenlage umstritten.

### Zweiter karthagisch-römischer Krieg
Aufgrund des Bruches dieses Vertrages durch Hannibal erklärte das Römische Reich dem Karthagischen Reich den Krieg.
Es kam zum Zweiten karthagisch-römischen Krieg.
Der Feldherr Hannibal überquerte mit 38.000 Soldaten und 37 Kriegselefanten die Alpen (→ Hannibals Alpenüberquerung) und fiel in Italien ein, wo er den Römern in der Schlacht am Trasimenischen See und in der Schlacht von Cannae schwere Niederlagen zufügte. Obwohl zahlreiche italische Bundesgenossen Roms die Seiten gewechselt hatten, konnte Hannibal, vom Nachschub abgeschnitten, Rom nicht ernsthaft gefährden. Unter Scipio Africanus dem Älteren erzielten die Römer Erfolge in Spanien. 204 v. Chr. landete Scipio schließlich in Nordafrika und zwang damit Hannibal zur Rückkehr. In der Schlacht von Zama wurde Karthago entscheidend besiegt. 201 v. Chr. musste sich Karthago einem harten Friedensvertrag fügen. Es musste Spanien an die Römer abtreten, seine Kriegsflotte aufgeben, Tribute zahlen und durfte nur noch mit der Genehmigung Roms Kriege führen. Damit hatte Karthago seinen Status als Großmacht verloren.

### Dritter karthagisch-römischer Krieg
Karthago erholte sich zwar wirtschaftlich von der Kriegsniederlage, musste sich aber in der Folgezeit mit der aggressiven Expansion der benachbarten Numider unter König Massinissa auseinandersetzen. Nach Plünderungen Massinissas auf karthagischem Gebiet schlug Karthago 150 v. Chr. zurück, was Rom einen Vorwand lieferte, Karthago im Dritten Punischen Krieg (149–146 v. Chr.) endgültig zu zerstören.

## Berühmte Karthager
- Hanno, Himilkon, Hamilkar, Hannibal, Hasdrubal
- Adherbal, Hannibal Gisko
- Publius Terentius Afer, römischer Dichter; Sophonisbe

## Ausgrabungen
Kerkouane auf der Halbinsel Cap Bon (wird noch ergänzt)